# 요가

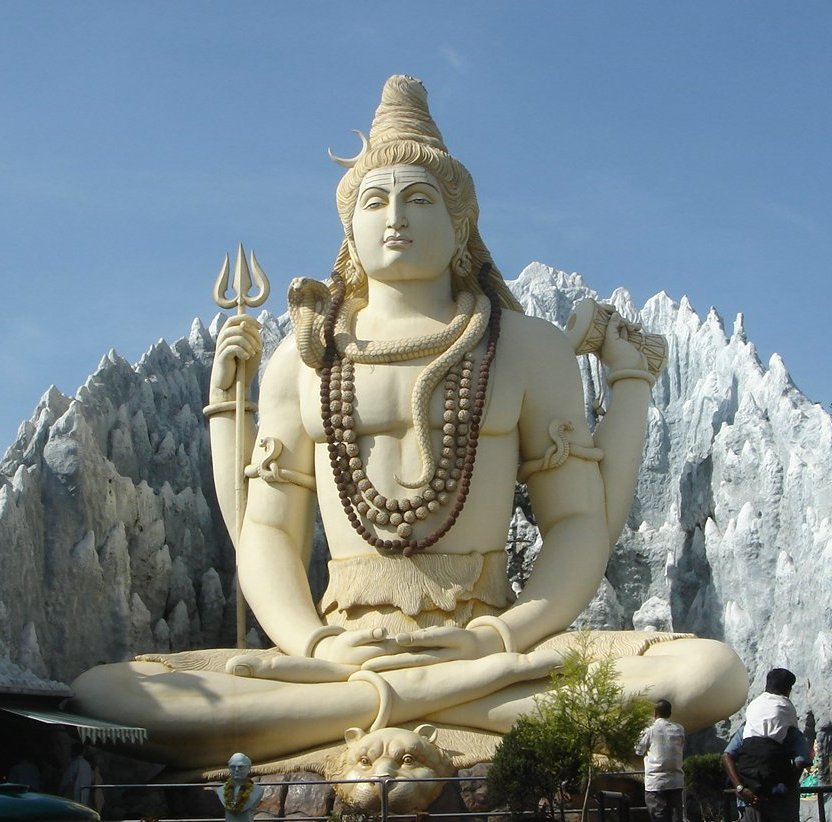
가부좌를 하고 요가를 하는 시바 상

요가 (영국: /ˈjəʊɡə/, 미국: /ˈjoʊɡə/; 산스크리트어: योग '요가' sa; 직역: '굴레'  or '결합')는 고유한 철학을 가지고 고대 인도에서 시작된 신체적, 정신적, 영적 수련 또는 훈련의 한 종류로, 힌두교, 자이나교, 불교 전통에서 행해지며 다양한 구원 목표를 달성하기 위해 몸과 마음을 통제하는 것을 목표로 한다.
요가는 베다 시대 이전의 기원을 가질 수 있지만, 기원전 첫 밀레니엄 초기에 처음으로 입증되었다. 그것은 동부 갠지스 분지의 다양한 전통에서 베다 요소를 포함한 공통적인 수행 체계에서 발전했다. 요가와 유사한 수행은 리그베다와 여러 초기 우파니샤드에서 언급되지만, 체계적인 요가 개념은 기원전 5세기와 6세기 고대 인도의 금욕주의와 슈라마나 운동(자이나교와 불교 포함)에서 나타난다. 힌두 요가의 고전 문헌인 요가수트라는 상키야 학파에 기반을 두지만 불교의 영향을 받아 서기 초기에 기록되었다. 하타 요가 문헌은 탄트라에서 유래하여 9세기에서 11세기 사이에 등장하기 시작했다.
요가는 전 세계에서 행해지지만, 서구 세계에서 "요가"는 종종 현대적인 하타 요가의 한 형태이자 주로 아사나로 구성된 자세 기반의 신체 단련, 스트레스 해소 및 이완 기술을 의미한다. 이는 명상과 세속적인 집착으로부터의 해방에 초점을 맞춘 전통적인 요가와는 다르다. 이는 19세기 후반과 20세기 초반에 비베카난다의 아사나 없는 요가 각색이 성공한 후 인도의 구루들에 의해 도입되었다. 비베카난다는 요가수트라를 서구에 소개했으며, 이들은 20세기 하타 요가의 성공 이후 중요성을 얻었다.

## 어원

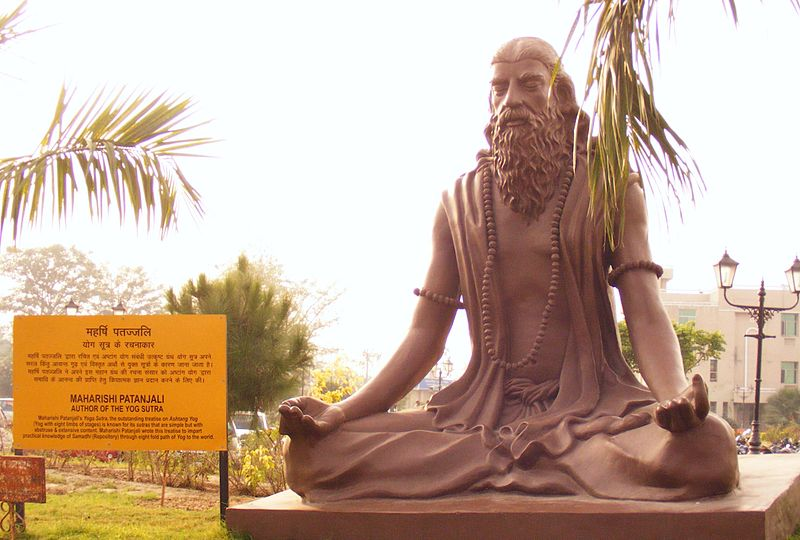
가부좌 자세로 명상하는 요가수트라의 저자인 파탄잘리 상

산스크리트어 명사 योग yoga는 어근 yuj (युज्) "결합하다, 묶다, 멍에를 씌우다"에서 파생되었다. 존스와 라이언에 따르면, "요가라는 단어는 '멍에를 씌우다'는 의미의 어근 yuj에서 유래했는데, 아마도 초기 수련이 감각을 제어하거나 '멍에를 씌우는' 데 집중했기 때문일 것이다. 나중에 이 이름은 신성한 것과 '연결'하거나 '멍에를 씌우는' 은유로도 이해되었다."
버스웰과 로페즈는 "요가"를 "'결속', '억제', 그리고 더 나아가 '영적 훈련'"으로 번역한다. 플러드는 마음을 억제하는 것을 마음의 멍에를 씌우는 것으로 언급한다.
요가는 영어 단어 "yoke"와 동계어인데, 둘 다 인도유럽 어근에서 파생되었기 때문이다. 미켈 벌리에 따르면, "요가"라는 단어의 어근이 처음 사용된 것은 리그베다의 찬송가 5.81.1에서인데, 이는 떠오르는 태양신에게 바쳐진 찬송가로, "멍에" 또는 "통제"로 해석되었다.
파니니 (기원전 4세기)는 요가라는 용어가 두 가지 어근 중 하나에서 파생될 수 있다고 썼다: yujir yoga (멍에를 씌우다) 또는 yuj samādhau ("집중하다"). 요가수트라의 맥락에서, 전통적인 주석가들은 yuj samādhau (집중하다) 어근을 정확한 어원으로 간주한다. 파니니에 따르면, 비야사 (요가수트라의 첫 주석을 쓴 사람)는 요가가 삼매 (집중)를 의미한다고 말한다. 라슨은 비야사 바샤에서 "삼매"라는 용어가 "모든 수준의 정신 생활" (sārvabhauma), 즉 "일반적이든 비범하든 모든 가능한 의식 상태"를 의미한다고 지적한다.
요가를 수련하거나 요가 철학을 높은 수준의 헌신으로 따르는 사람은 요기라고 불리며; 여성 요기는 요기니라고도 불릴 수 있다.

## 정의

### 고전 문헌의 정의
"요가"라는 용어는 인도 철학 및 종교 전통에서 다양한 방식으로 정의되어 왔다.
| 원본 텍스트                                                              | 대략적인 날짜      | 요가의 정의 |
| ------------------------------------------------------------------------ | ------------------ | --- |
| 마이트라야니야 우파니샤드                                                | 기원전 4세기경     | "이러한 방식으로 그가 숨결, 옴, 그리고 다양한 형태의 이 우주를 결합하기 때문에, 또는 그것들이 스스로 (그에게) 결합하기 때문에, 이 (명상 과정)을 요가 (결합)라고 부른다. 숨결, 마음, 감각의 하나됨, 그리고 모든 개념을 내려놓는 것, 그것을 요가라고 한다" |
| 바이셰시카수트라                                                         | 기원전 4세기경     | "감각 기관, 마음, 대상이 합쳐진 결과로 쾌락과 고통이 발생한다. 마음이 자아 안에 있을 때 그러한 일이 일어나지 않으면 육신을 가진 자에게 쾌락이나 고통이 없다. 이것이 요가이다" (5.2.15–16) |
| 카타 우파니샤드                                                          | 기원전 마지막 세기 | "다섯 감각이 마음과 함께 고요하고 지성이 활동하지 않을 때, 그것이 최고의 상태로 알려진다. 그들은 요가를 감각의 확고한 억제로 간주한다. 그러면 요가는 생겨남과 사라짐이므로 주의가 산만해지지 않는다" (6.10–11) |
| 바가바드 기타                                                            | 기원전 2세기경     | "성공과 실패 모두에 있어 평정심을 유지하라. 이러한 평정심을 요가라 한다" (2.48) "요가는 행위의 기술이다" (2.50) "고통과의 접촉으로부터의 분리가 요가라고 불리는 것임을 알라" (6.23) |
| 요가수트라                                                               | 서기 첫 세기경     | 1.2. 요가스 칫타 브릿티 니로다하 – "요가는 마음의 흔들림/패턴을 진정시키는 것이다" 1.3. 그러면 관찰자는 자신의 본질적이고 근원적인 본성에 확립된다. 1.4. 다른 상태에서는 (관찰자가) (마음의) 변형과 동화된다. |
| 요가바샤                                                                 | 요가수트라와 동일  | 요가 사마디 – "삼매는 요가이다," 에카그라타, 일점 집중, 그리고 니루다, 즉 내용 없는 삼매 (아삼프라자냐타-사마디)를 의미한다 |
| 유가행론 (스라바카부미), 대승불교 유가행파 작품                          | 서기 4세기         | "요가는 네 가지이다: 믿음, 열망, 인내, 그리고 수단" (2.152) |
| 쿤디냐의 파안차르타바샤에 대한 파슈파타수트라                            | 서기 4세기         | "이 체계에서 요가는 자아와 주님의 결합이다" (I.I.43) |
| 자이나교 작품 하리바드라 수리의 요가샤타카                               | 서기 6세기         | "확신을 가지고, 요기의 주인들은 우리의 교리에서 요가를 올바른 지식 (sajjñana), 올바른 교리 (saddarsana), 올바른 행위 (saccaritra)로 시작하는 세 가지의 일치 (sambandhah)로 정의했다. 왜냐하면 [그로 인해] 해탈과의 결합이 발생하기 때문이다....일반적인 용어에서 이 [용어] 요가는 또한 결과에 대한 원인의 일반적인 용법 때문에 이러한 [세 가지]의 원인과 [자아의] 접촉을 [나타낸다]." (2, 4). |
| 링가 푸라나                                                              | 서기 7세기–10세기  | "요가"라는 단어는 시바의 상태인 니르바나를 의미한다. (I.8.5a) |
| 아디 샹카라의 브라마수트라-바샤                                          | 서기 8세기경       | "요가 논문에는 이렇게 쓰여 있다: '요가는 현실을 인식하는 수단이다' (atha tattvadarsanabhyupāyo yogah)" (2.1.3) |
| 비이원론적 카슈미르 시바파의 주요 권위 중 하나인 말리니비자요타라 탄트라 | 서기 6세기–10세기  | "요가는 한 개체가 다른 개체와 하나됨이라고 한다." (4.4–8) |
| 시바 시단타 학자 나라야나칸타의 므리젠드라탄트라브릿티                   | 서기 6세기–10세기  | "자아를 통제하는 것이 요긴이다. 요긴이라는 용어는 "자신의 본질을 필연적으로 "연결하는" 자... 시바 상태(sivatvam)"를 의미한다 (yp 2a) |
| 락슈마나데시켄드라의 사라다틸라카, 샤크티파 탄트라 작품                  | 서기 11세기        | "요가 전문가들은 요가가 개별 자아(지바)와 아트만의 하나됨이라고 말한다. 다른 사람들은 그것을 시바와 자아를 비이원적으로 확증하는 것으로 이해한다. 아가마의 학자들은 그것이 시바의 힘의 본질인 지식이라고 말한다. 다른 학자들은 그것이 근원적 자아의 지식이라고 말한다." (25.1–3b) |
| 하타 요가 작품인 요가비자                                                | 서기 14세기        | "아파나와 프라나의 결합, 자신의 라자스와 정액의 결합, 해와 달의 결합, 개별 자아와 지고한 자아의 결합, 그리고 이와 같이 모든 이원성의 결합을 요가라고 부른다." (89) |

### 학술적 정의
요가는 복잡한 역사적 발전과 인도 종교에서의 광범위한 정의 및 용례로 인해 정확하게 정의하기 어렵거나 불가능하다고 학자들은 경고해 왔다. 데이비드 고든 화이트는 "'요가'는 산스크리트어 어휘 전체에서 거의 다른 어떤 단어보다 더 넓은 의미를 가지고 있다"고 언급한다.
가장 넓은 의미에서 요가는 몸과 마음을 통제하고 특정 전통이 명시한 구원론적 목표를 달성하기 위한 기술의 총칭이다:
- 리처드 킹 (1999): "더 전통적인 의미에서 요가는 남아시아 전역과 그 너머에서 수행되어 왔으며, 영적, 윤리적 정화를 이끄는 다양한 기술을 포함한다. 힌두교와 불교 전통 모두 윤회와 요가 수행으로부터의 해방을 달성하기 위한 수단으로서 요가 수행에 많은 강조를 두었으며, 요가 수행은 다양한 철학 이론 및 형이상학적 입장과 연계되어 왔다."[18]
- 존 보커 (2000): "인도 종교에서 의식을 변형시키고 업과 윤회로부터의 해탈(모크샤)을 달성하기 위한 수단 또는 기술."[2]
- 데미안 키운 (2004): "마음을 통제하여 궁극적으로 윤회로부터의 해방을 달성하는 것을 목표로 하는 모든 형태의 영적 훈련."[3]
- W. J. 존슨 (2009): "광범위한 종교적 실천을 나타내는 일반적인 용어 [...] 그러나 가장 넓은 의미에서 '요가'는 단순히 개인을 변화시키기 위한 특정 방법이나 훈련을 의미한다 [...] 더 좁은 의미에서는 하타 요가처럼 몸과 감각의 통제에 의존하거나 그로부터 파생되거나, 또는 파탄잘리의 라자 요가처럼 호흡(프라나야마)과 이를 통한 마음의 통제에 의존하는 실천을 의미한다. 가장 중립적인 의미에서 요가는 따라서 특정 전통이 명시하는 구원론적 또는 구원론적-생리학적 변형을 달성하기 위한 단순한 기술 또는 일련의 기술이며, 이는 일반적으로 '명상'이라고 불리는 것을 포함한다."[4]

크누트 야콥센에 따르면, 요가는 다섯 가지 주요 의미를 가지고 있다.
1. 목표 달성을 위한 훈련된 방법
2. 몸과 마음을 통제하는 기술
3. 철학 학교 또는 체계의 이름 (다르샤나)
4. "하타-, 만트라-, 라야-"와 같은 접두사를 통해 특정 요가 기술을 전문으로 하는 전통
5. 요가 수행의 목표[58]

데이비드 고든 화이트는 요가의 핵심 원리가 서기 5세기경에 대체로 정립되었으며, 그 원리의 변형은 시간이 지남에 따라 발전했다고 썼다.
1. 기능 장애적인 지각과 인식을 발견하고, 이를 극복하여 고통을 해소하고, 내면의 평화와 구원을 찾는 명상적인 수단. 이 원리는 바가바드 기타와 요가수트라와 같은 힌두 경전, 여러 대승불교 작품, 그리고 자이나교 경전에서 찾아볼 수 있다.[60]
2. 의식을 자신으로부터 모든 것과 모든 존재에게 확장하는 것. 이것들은 힌두교 베다 문헌과 그 서사시 마하바라타, 자이나교 프라샤마라티프라카라나, 그리고 불교 니까야 경전과 같은 자료에서 논의된다.[61]
3. 영원하지 않은 (환상적이고 기만적인) 현실과 영원한 (진실하고 초월적인) 현실을 이해할 수 있는 전지성과 깨달은 의식으로 가는 길. 이 예는 힌두교 니야야 학파와 바이셰시카 학파 경전뿐만 아니라 불교 중관파 경전에서도 찾을 수 있지만, 방식은 다르다.[62]
4. 다른 몸으로 들어가는 기술, 여러 몸을 생성하는 기술, 그리고 다른 초자연적인 능력을 얻는 기술. 화이트는 이것들이 힌두교와 불교의 탄트라 문헌뿐만 아니라 불교 사마냐팔라숫타에서도 묘사되어 있다고 말한다.[63]

화이트에 따르면, 마지막 원리는 요가 수행의 전설적인 목표와 관련이 있다. 이것은 서기 초부터 힌두교, 불교, 자이나교 철학 학파에서 남아시아 사상과 수행의 실용적인 목표와 다르다. 제임스 말린슨은 초자연적인 성과를 포함시키는 것에 동의하지 않으며, 그러한 주변적인 수행은 인도 종교에서 해탈을 위한 명상 중심의 수단으로서 주류 요가의 목표와는 거리가 멀다고 제안한다.
파탄잘리의 요가수트라 1.2와 1.3에 나오는 요가의 고전적 정의는, 요가를 "마음의 움직임을 고요하게 하는 것"으로 정의하고, 의식인 푸루샤를 마음과 물질인 프라크리티와는 다른 것으로 인식한다. 라슨에 따르면, 요가수트라의 맥락에서 요가는 두 가지 의미를 지닌다. 첫 번째 의미는 요가를 "일상적인 의식의 여러 수준 중 어느 하나에 초점을 맞추는 '훈련된 명상'"으로 번역되는 일반적인 용어이다. 두 번째 의미에서 요가는 "정신적 해방 경험으로 이끄는 의식의 변화된 상태를 분석하고 이해하며 배양하는 데 초점을 맞춘 특정 사상 체계(sāstra)"이다.
또 다른 고전적인 이해는 요가를 최고 자아(파라마트만), 브라흐만, 또는 신과의 결합 또는 연결, 즉 "개인을 신성한 것과 연결시키는 것"으로 본다. 이 정의는 바크티의 바가바드 기타와 베단타 학파의 즈냐나 요가에 기반한다.
요가가 종종 파탄잘리의 요가수트라의 "고전 요가"와 혼동되지만, 카렌 오브라이언-콥은 "고전 요가"가 불교 요가에 의해 영향을 받고 포함된다고 지적한다. 불교 요가에 대해 제임스 버스웰은 그의 불교 백과사전에서 요가를 명상 항목에서 다루면서, 명상의 목표는 삼매를 달성하는 것이며, 이는 "실재와 비실재를 식별하는" 통찰력인 위빠사나를 위한 기반이 되어 진정한 현실로 해탈시킨다고 말한다. 버스웰과 로페즈는 "불교에서 [요가는] 탄트라 수행을 포함한 구원론적 훈련이나 관상 수행의 일반적인 용어이다"라고 말한다.
오브라이언-콥은 또한 "고전 요가"가 독립적인 범주가 아니라 "유럽 식민주의 프로젝트에 의해 영향을 받았다"고 지적한다.

## 역사
요가의 연대나 기원에 대한 합의는 고대 인도에서의 발전을 제외하고는 없다. 요가의 기원을 설명하는 두 가지 광범위한 이론이 있다. 선형 모델은 요가가 베다 기원(베다 경전에 반영된 바와 같이)을 가지고 있으며, 불교에 영향을 미쳤다고 주장한다. 이 모델은 주로 힌두 학자들이 지지한다. 종합 모델에 따르면, 요가는 토착 비베다 수행과 베다 요소의 종합이다. 이 모델은 서구 학계에서 선호된다.
가장 초기의 요가 수행은 기원전 900년경 자이나교 전통에서 나타났을 수 있다. 요가에 대한 추측은 기원전 첫 천년 전반기의 초기 우파니샤드에서 기록되어 있으며, 자이나교와 불교 경전에서도  500 – c. 200 BCEc.경에 설명이 나타난다. 기원전 200년에서 서기 500년 사이에 힌두교, 불교, 자이나교 철학 전통이 형성되기 시작했다. 가르침은 수트라로 모아졌고, 파탄잘리요가샤스트라의 철학 체계가 나타나기 시작했다. 중세에는 여러 요가 위성 전통이 발전했다. 이와 다른 인도 철학의 측면들은 19세기 중반에 교육받은 서구 대중의 관심을 끌었다.

### 기원

#### 종합 모델
하인리히 짐머는 종합 모델의 주창자였으며, 비베다적인 동인도 지역을 주장했다. 짐머에 따르면, 요가는 힌두 철학의 상키야 학파, 자이나교, 불교를 포함하는 비베다 체계의 일부이다. "[자이나교는] 브라만-아리아인의 근원에서 유래한 것이 아니라, 훨씬 오래된 아리아인 이전의 동북인도 [비하르] 상류층의 우주론과 인류학을 반영한다. 요가, 상키야, 불교와 같은 다른 비베다 인도 체계와 동일한 고대 형이상학적 추론의 기반을 가지고 있다." 최근에는 리처드 곰브리치와 제프리 사무엘도 슈라마나 운동이 비베다 동부 갠지스 분지, 특히 대마가다에서 유래했다고 주장한다.
토마스 맥이빌리는 아리아 이전의 요가 원형이 베다 이전 시대에 존재했으며 베다 시대에 정교해졌다는 복합 모델을 선호한다. 개빈 D. 플러드에 따르면, 우파니샤드는 베다 의례 전통과 근본적으로 다르며 비베다적 영향을 보여준다. 그러나 이러한 전통들은 연결될 수 있다.
[이] 이원화는 너무 단순하며, 분명히 금욕주의와 베다 브라만교 사이에서 연속성이 발견될 수 있고, 비브라만적인 슈라마나 전통의 요소 또한 금욕적인 이상을 형성하는 데 중요한 역할을 했다.

동부 갠지스 평원의 금욕적 전통은 공통된 수행과 철학에서 나왔다고 여겨지며, 푸루샤와 프라크리티라는 원시 상키야 학파 개념이 공통 분모였다.

#### 선형 모델
에드워드 피츠패트릭 크랭글에 따르면, 힌두 연구자들은 "인도 명상 수행의 기원과 초기 발전을 아리안 기원으로부터의 연속적인 성장으로 해석하려는" 선형 이론을 선호해 왔다. 전통적인 힌두교는 베다를 모든 영적 지식의 근원으로 간주한다. 에드윈 브라이언트(Edwin Bryant)는 인도아리아 토착론을 지지하는 저자들이 선형 모델도 지지하는 경향이 있다고 썼다.

#### 인더스 문명

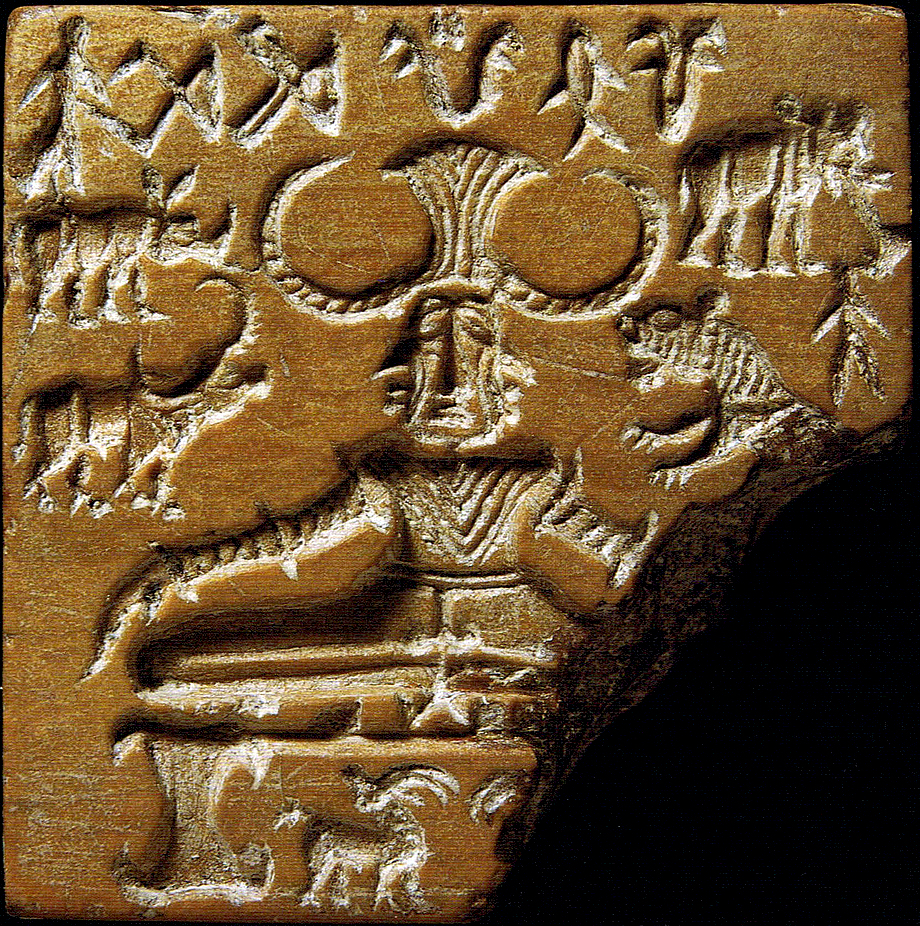
인더스 문명 (기원전 3300년)의 파슈파티 인장에는 동물을 둘러싼 좌상 인물이 그려져 있는데, 20세기 학자들은 이를 물라반다사나 자세로 여겼다. 이는 최근 학자들에 의해 거부된다.

20세기 학자 카렐 베르너, 토마스 맥이빌리, 미르체아 엘리아데는 파슈파티 인장의 중심 인물이 물라반다사나 자세로 앉아 있으며, 요가의 뿌리가 인더스 문명에 있다고 믿었다. 이 견해는 최근 연구에 의해 거부되고 있다. 예를 들어, 제프리 사무엘, 안드레아 R. 제인, 웬디 도니거는 이러한 식별을 추측에 불과하다고 설명하며, 인더스 문자가 해독될 때까지 인물의 의미는 미상으로 남을 것이고, 요가의 뿌리를 인더스 문명과 연결할 수 없다고 주장한다.

### 가장 초기 문헌 참조 (기원전 1000–500년)
초기 베다 시대의 유일하게 보존된 텍스트로, 기원전 1200년에서 900년 사이에 편찬된 베다는 주로 브라만교의 외부 또는 주변의 고행자들과 관련된 요가 수행에 대한 언급을 포함한다. 가장 초기의 요가 수행은 기원전 900년경 자이나교 전통에서 비롯되었을 수 있다.
리그베다의 나사디야 숙타는 초기 브라만교의 관상적 전통을 시사한다. 호흡과 생명 에너지를 제어하는 기술은 아타르바베다와 브라마나(베다의 두 번째 층, 기원전 1000-800년경 작곡)에서 언급된다.
플러드에 따르면, "삼히타 (베다의 만트라)는 일부 언급을 포함한다 ... 무니 또는 케신과 브라트야와 같은 고행자들에 대한 것이다." 베르너는 1977년에 리그베다에는 요가에 대한 설명이 없으며, 수행에 대한 증거도 거의 없다고 썼다. "브라만교 제도에 속하지 않는 외부인"에 대한 가장 초기 설명은 리그베다의 가장 젊은 책인 케신 찬송가 10.136에 있는데, 이는 기원전 1000년경에 편찬되었다. 베르너는 다음과 같이 썼다.
... 베다 신화 창작 경향과 브라만교 정통 종교 밖에서 활동했던 개인들, 그래서 그들의 존재, 수행 및 업적에 대한 증거는 거의 남아 있지 않다. 그리고 베다 자체에 남아 있는 그러한 증거는 미미하고 간접적이다. 그럼에도 불구하고 간접적인 증거는 영적으로 고도로 발전한 방랑자들의 존재에 대해 의심의 여지를 남기지 않을 만큼 충분히 강하다.

위처(1998)에 따르면, 학계는 리시들의 관상적 수행과 후기 요가 수행 사이의 연결을 종종 간과한다. "베다 리시들의 원시 요가는 초기 형태의 희생적 신비주의이며, 나중의 요가 특징인 집중, 명상적 관찰, 금욕적 수행(타파스), 의례 중 신성한 찬송가 암송과 함께 행해지는 호흡 조절, 자기 희생의 개념, 신성한 단어의 완벽하고 정확한 암송(만트라 요가의 전조), 신비적 경험, 그리고 우리의 심리적 정체성이나 자아보다 훨씬 위대한 현실과의 교감 등 많은 요소를 포함한다." 야콥센(2018)은 "신체 자세는 베다 전통의 타파스, 즉 금욕적 수행 전통과 밀접하게 관련되어 있다"며, 베다 사제들이 "희생을 수행하기 위한 준비"에 사용했던 금욕적 수행이 요가의 전신일 수 있다고 썼다. "리그베다 10.136에 나오는 수수께끼 같은 긴 머리 무니의 황홀한 수행과 브라만 의례 질서 밖이나 주변에서 이루어진 아타르바베다의 브라트야들의 금욕적 수행이 요가의 금욕적 수행에 더 많은 기여를 했을 것이다."
브라이언트에 따르면, 고전 요가로 인식될 수 있는 수행은 베다 시대 후기에 편찬된 우파니샤드에 처음 나타난다. 알렉산더 윈(Alexander Wynne)은 형체 없는 근본적인 명상이 우파니샤드 전통에서 유래했을 수 있다는 데 동의한다. 명상에 대한 초기 언급은 무키야 우파니샤드 중 하나인 브리하드란야카 우파니샤드 (기원전 900년경)에 나온다. 찬도기야 우파니샤드 (기원전 800–700년경)는 다섯 가지 생명 에너지(프라나)를 설명하며, 이 우파니샤드에는 나중에 요가 전통의 개념들(예: 혈관과 내부 소리)도 기술되어 있다. 프라나야마 (호흡에 집중하는 것)는 브리하드아란야카 우파니샤드의 찬송가 1.5.23에서 언급되며, 프라트야하라 (감각의 철회)는 찬도기야 우파니샤드의 찬송가 8.15에서 언급된다. 자이미니야 우파니샤드 브라마나 (아마 기원전 6세기 이전)는 호흡 조절과 만트라 반복을 가르친다. 기원전 6세기 타이티리야 우파니샤드는 요가를 몸과 감각의 숙달로 정의한다. 플러드에 따르면, "실제 '요가'라는 용어는 카타 우파니샤드에 처음 등장한다." 이 우파니샤드는 기원전 5세기에서 기원전 1세기로 거슬러 올라간다.

### 두 번째 도시화 (기원전 500–200년)
체계적인 요가 개념은 기원전 500-200년경의 문헌들, 예를 들어 원시불교 문헌, 중기 우파니샤드, 그리고 마하바라타의 바가바드 기타와 샨티 파르바에서 등장하기 시작한다.

#### 불교와 슈라마나 운동

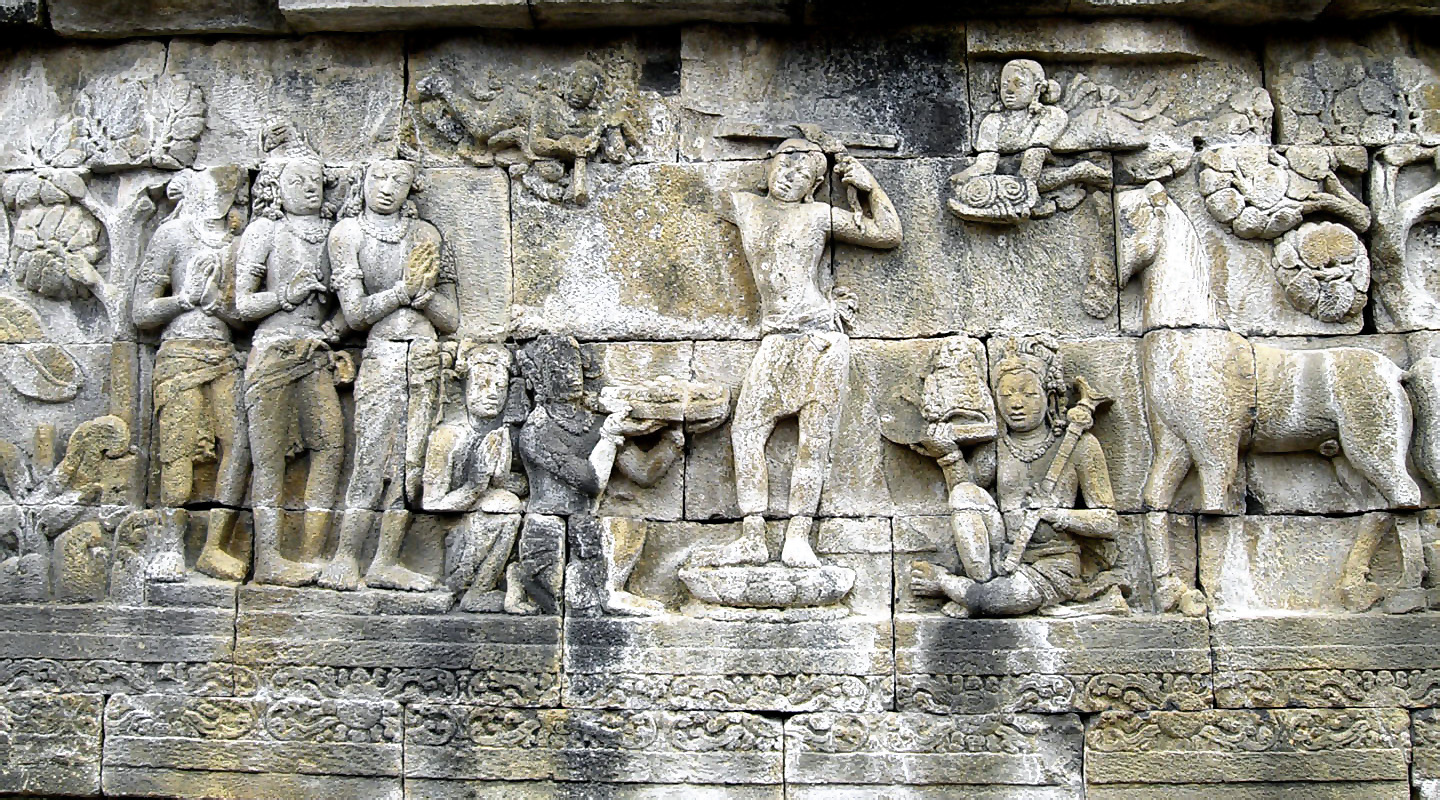
보로부두르에 있는 부처가 전사가 아닌 유랑하는 은둔자가 되는 모습을 묘사한 부조

제프리 사무엘에 따르면, "현재까지의 가장 좋은 증거"는 요가 수행이 "초기 슈라마나 운동(불교, 자이나교, 아지비카교도 포함)과 동일한 금욕적 집단에서 발전했으며, 아마도 기원전 6세기와 5세기경에 시작되었을 것"을 시사한다. 이것은 인도의 두 번째 도시화 시기에 발생했다. 말린슨과 싱글턴에 따르면, 이 전통들은 윤회로부터의 해방을 위해 마음과 몸 기술(디야나와 타파스로 알려짐)을 사용한 최초의 전통이었지만, 나중에는 요가로 묘사되었다.
베르너는 "붓다는 그의 [요가] 체계의 창시자였으며, 이전부터 당대의 다양한 요가 스승들 밑에서 얻었던 일부 경험들을 활용했음은 인정한다"고 썼다. 그는 다음과 같이 언급한다.
그러나 팔리어 대장경에 설명된 불교 자체에서 비로소 체계적이고 포괄적이며 심지어 완전한 요가 수행 학파에 대해 이야기할 수 있으며, 따라서 이것이 우리에게 온전히 보존된 최초이자 가장 오래된 학파이다.

초기 불경에는 요가적이고 명상적인 수행법이 기술되어 있는데, 그 중 일부는 붓다가 슈라마나 전통에서 차용한 것이다. 팔리어 대장경에는 붓다가 갈증이나 마음을 다스리기 위해 혀를 입천장에 대는 것을 묘사한 세 구절이 있다. 비인두에 혀를 삽입하는 케카리 무드라에 대한 언급은 없다. 붓다는 쿤달리니를 유도하는 현대 자세와 유사하게 발뒤꿈치로 회음에 압력을 가하는 자세를 사용했다. 요가 수행을 다루는 경에는 사념처 경과 수식관 경이 있다.
요가와 관련된 이 초기 불경들의 연대기는 고대 힌두 경전과 마찬가지로 불분명하다. 맛지마 니까야와 같은 초기 불교 문헌에는 명상이 언급되어 있고, 앙굿따라 니까야는 초기 힌두교의 무니, 케신, 명상하는 고행자들의 묘사와 유사한 주선자들을 묘사하고 있지만, 이러한 문헌에서는 명상 수행을 "요가"라고 부르지 않는다. 현대적 맥락에서 이해되는 요가에 대한 가장 초기 알려진 논의는 후기 불교 유가행파와 상좌부 불교 학파에서 비롯된다.
자이나 참선은 불교 학파보다 앞선 요가 체계이다. 그러나 자이나교 자료가 불교 자료보다 후대에 나타나기 때문에 초기 자이나교 학파와 다른 학파에서 파생된 요소를 구별하기는 어렵다. 우파니샤드와 일부 불교 경전에서 암시된 다른 현대 요가 체계의 대부분은 소실되었다.

#### 우파니샤드
베다 시대 후기에 편찬된 우파니샤드에는 고전 요가로 인식될 수 있는 수행에 대한 최초의 언급이 포함되어 있다. "요가"라는 단어가 현대적 의미로 처음 등장한 것은 카타 우파니샤드에 있다. (아마도 기원전 5세기에서 3세기 사이에 편찬되었을 것이다.) 여기서는 감각의 꾸준한 통제로 정의되는데, 이는 정신 활동의 중단으로 이어져 궁극적인 상태에 도달한다. 카타 우파니샤드는 초기 우파니샤드의 일원론과 상키야 학파 및 요가의 개념을 통합한다. 이 우파니샤드는 존재의 수준을 내면의 존재에 대한 근접성으로 정의한다. 요가는 내면화, 즉 의식의 상승 과정으로 간주된다. 이 우파니샤드는 요가의 기본 원리를 강조하는 가장 초기 문헌이다. 화이트에 따르면,
요가에 대한 현존하는 가장 초기 체계적인 설명이자 이전 베다 용어 사용과의 다리는 힌두교의 카타 우파니샤드(Ku)에서 발견되는데, 이 경전은 기원전 3세기경으로 거슬러 올라간다...[이것은] 감각, 마음, 지성 등 사상키야 철학의 기초 범주를 구성하는 심신 구성 요소의 계층을 묘사하며, 이 형이상학적 체계는 요가수트라, 바가바드 기타 및 기타 텍스트와 학파의 요가를 기반으로 한다(Ku3.10–11; 6.7–8).

슈베타슈바타라 우파니샤드 (또 다른 기원전 첫 천년 후반기 텍스트)의 두 번째 책에 있는 찬송가들은 몸을 똑바로 세우고, 호흡을 제어하며, 마음을 명상적으로 집중시키는 절차를 묘사한다. 이 절차는 가급적이면 동굴이나 단순하고 조용한 장소에서 하는 것이 좋다.
마이트라야니야 우파니샤드는 카타와 슈베타슈바타라 우파니샤드보다 나중에, 하지만 요가수트라보다 이전에 쓰인 것으로 추정되며, 여섯 가지 요가 방법을 언급한다: 호흡 조절, 감각의 내면적 철회, 명상 (디야나), 정신 집중, 논리와 추론, 그리고 영적 통합. 무키아 우파니샤드의 논의 외에도, 스무 개의 요가 우파니샤드와 관련 텍스트 (예: 서기 6세기에서 14세기 사이에 편찬된 요가 바시스타)는 요가 방법을 논한다.

#### 마케도니아 문헌
알렉산드로스 대왕은 기원전 4세기에 인도에 도착했다. 그는 군대 외에도 인도의 지리, 사람, 풍습에 대한 회고록을 쓴 그리스 학자들을 데려왔다. 알렉산드로스의 동반자 중 한 명은 스트라본이 그의 지리학 15권 63-65절에서 인용한 오네시크리토스였는데, 그는 요기들을 묘사한다. 오네시크리토스는 요기들이 냉담하고 "서거나 앉거나 벌거벗은 채 움직이지 않는" 다른 자세를 취했다고 말한다.
오네시크리토스는 또한 그의 동료인 칼라노스가 그들을 만나려고 시도한 것에 대해 언급한다. 처음에는 알현이 거부되었으나, 나중에는 "지혜와 철학에 호기심이 많은 왕"이 보냈기 때문에 초대받았다. 오네시크리토스와 칼라누스는 요기들이 인생 최고의 교리를 "정신을 고통뿐만 아니라 쾌락에서도 해방시키는 것"으로 여기며, "인간은 의견을 강화하기 위해 몸을 고된 일에 훈련시킨다", "검소한 식사로 생활하는 것에 부끄러움이 없다", 그리고 "가장 좋은 거주지는 장비나 비품이 가장 적은 곳"이라고 배운다. 찰스 록웰 랜먼에 따르면, 이러한 원칙들은 요가의 영적 측면 역사에서 중요하며, 후기 파탄잘리와 붓다고사의 저작에서 "흔들림 없는 평온"과 "균형을 통한 마음챙김"의 뿌리를 반영할 수 있다.

#### 마하바라타와 바가바드 기타
초기 요가의 한 형태인 니로다요가(지멸 요가)는 기원전 3세기 마하바라타의 12장(샨티 파르바)의 모크샤다르마 부분에 기술되어 있다. 니로다요가는 푸루샤(자아)가 실현될 때까지 사고와 감각을 포함한 경험적 의식으로부터 점진적으로 철회하는 것을 강조한다. 비차라(미묘한 성찰)와 비베카(분별)와 같은 파탄잘리의 용어와 유사한 용어들이 사용되지만 설명되지는 않는다. 마하바라타에는 통일된 요가적 목표가 없지만, 자아와 물질의 분리 및 모든 곳에 브라흐만이 편재함을 인식하는 것이 요가의 목표로 설명된다. 상키야 학파와 요가는 혼동되어 사용되며, 일부 구절에서는 이를 동일하다고 묘사한다. 목샤다르마는 또한 초기 형태의 요소 명상을 묘사한다. 마하바라타는 요가의 목적을 개별 아트만을 모든 것을 통과하는 보편적인 브라흐만과 결합하는 것으로 정의한다.

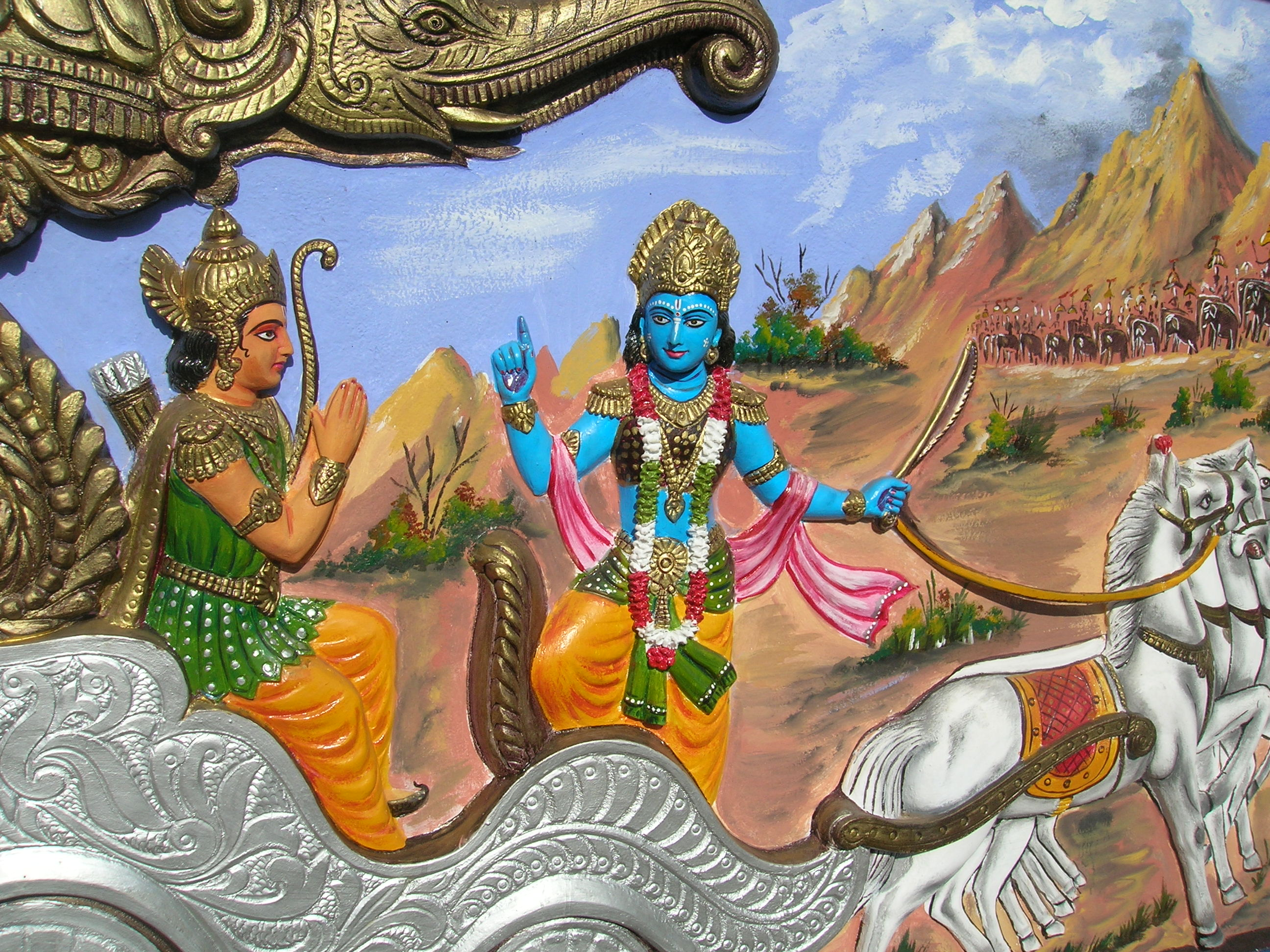
크리슈나가 아르주나에게 바가바드 기타를 낭송한다

마하바라타의 일부인 바가바드 기타 (주님의 노래)는 요가에 대한 광범위한 가르침을 담고 있다. 말린슨과 싱글턴에 따르면, 기타는 "요가를 원래의 금욕주의 환경에서 벗어나 자신의 카스트와 삶의 단계에 따라 수행되는 세속적 활동과 양립 가능하다고 가르치며, 자신의 행동의 열매만을 포기해야 한다"고 주장한다. 전통적인 요가 수행 (명상 포함)에 할애된 장(6장) 외에도, 세 가지 중요한 요가 유형을 소개한다.
- 카르마 요가: 행동의 요가[151]
- 바크티 요가: 헌신의 요가[151]
- 즈냐나 요가: 지식의 요가[152][153]

기타는 18개의 장과 700개의 슐로카(절)로 구성되어 있으며, 각 장은 다른 형태의 요가 이름을 따서 지어졌다. 일부 학자들은 기타를 세 부분으로 나누기도 한다. 처음 여섯 장(280 슐로카)은 카르마 요가를, 중간 여섯 장(209 슐로카)은 바크티 요가를, 마지막 여섯 장(211 슐로카)은 즈냐나 요가를 다룬다. 그러나 세 가지 요소 모두 작품 전반에 걸쳐 발견된다.

#### 철학 수트라
요가는 힌두 철학의 기초 수트라에서 논의된다. 기원전 6세기에서 2세기 사이에 편찬된 힌두교 바이셰시카 학파의 바이셰시카수트라는 요가를 논의한다. 요하네스 브롱코르스트에 따르면, 바이셰시카수트라는 요가를 "마음이 오직 자아 안에 머물고 따라서 감각에는 머물지 않는 상태"로 묘사한다. 이는 프라트야하라(감각의 철회)와 동일하다. 이 수트라는 요가가 수카(행복)와 두카(고통)의 부재로 이어진다고 주장하며, 영적 해방을 향한 여정의 명상적 단계를 묘사한다.
베단타 학파의 기초 텍스트인 브라흐마수트라도 요가를 다룬다. 현재 형태가 기원전 450년에서 서기 200년 사이에 완성된 것으로 추정되며, 이 수트라들은 요가가 "몸의 미묘함"을 얻는 수단이라고 주장한다. 니야야수트라—니야야 학파의 기초 텍스트로, 기원전 6세기에서 서기 2세기 사이에 편찬된 것으로 추정된다.—수트라 4.2.38–50에서 요가를 논한다. 여기에는 요가 윤리, 디야나 (명상) 및 삼매에 대한 논의가 포함되어 있으며, 논쟁과 철학도 요가의 한 형태임을 언급한다.

### 고전 시대 (기원전 200년 – 서기 500년)
마우리아 제국과 굽타 제국 시대(기원전 200년경 – 서기 500년)에 힌두교, 불교, 자이나교의 인도 전통이 형성되었고, 요가 체계가 등장하기 시작했다. 이 시대의 여러 문헌들은 요가 방법과 수행을 논의하고 정리했다. 이 시대의 주요 저작으로는 요가수트라, 요가 야즈나발키아, 유가행론, 그리고 위숫디막가가 있다.

#### 요가수트라

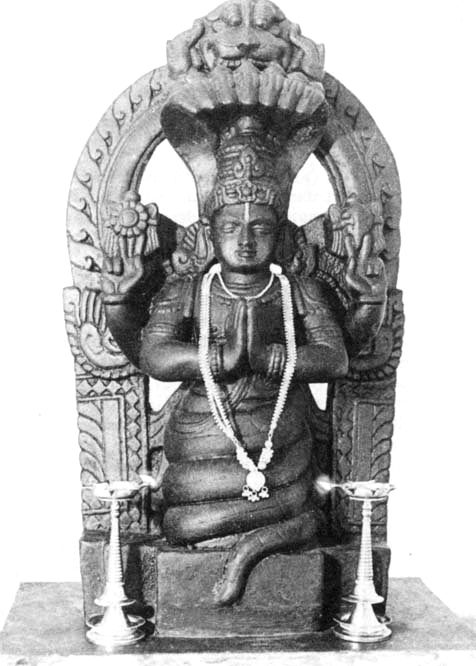
전통적인 힌두교에서 파탄잘리를 신성한 뱀 세샤의 아바타라로 묘사한 모습

브라만교 요가 사상의 가장 잘 알려진 초기 표현 중 하나는 요가수트라이다(초기 서기, 원제는 파탄잘리요가샤스트라-상키야-프라바차나(서기 325–425년경)였을 수 있다. 일부 학자들은 이 책이 수트라와 주석을 포함했다고 믿는다. 이름에서 알 수 있듯이, 이 텍스트의 형이상학적 기반은 상키야 학파이다. 이 학파는 코틸랴의 아르타샤스트라에서 요가와 차르바카와 함께 세 가지 지식 범주 중 하나로 언급된다. 요가와 상키야는 약간의 차이가 있다. 요가는 개인신의 개념을 받아들였고, 상키야는 합리적이고 비신론적인 힌두 철학 체계였다. 파탄잘리의 체계는 때때로 "세시바라 상키야"라고 불리며, 이는 카필라의 니리바라 상키야와 구별된다. 요가와 상키야의 유사성은 너무 밀접하여 막스 뮐러는 "두 철학은 대중의 말에서 주가 있는 상키야와 주가 없는 상키야로 구별되었다"고 말한다. 카렐 베르너는 중기와 초기 요가 우파니샤드에서 시작된 요가의 체계화가 요가수트라에서 절정에 달했다고 썼다.
| 파다 (장)     | 한국어 의미            | 수트라 |
| ------------- | ---------------------- | ------ |
| 사마디 파다   | 정신에 몰입함          | 51     |
| 사다나 파다   | 정신에 몰두함          | 55     |
| 비부티 파다   | 초자연적인 능력과 재능 | 56     |
| 카이발야 파다 | 절대적인 자유          | 34     |

요가 수트라는 불교와 자이나교의 슈라마나 전통에도 영향을 받았으며, 그러한 전통에서 요가를 채택하려는 브라만교의 추가적인 시도일 수 있다. 라슨은 고대 상키야 학파, 요가, 아비달마 불교, 특히 기원전 2세기부터 서기 1세기까지의 여러 유사점을 지적했다. 파탄잘리의 요가 수트라는 이 세 전통의 종합이다. 상키야 학파로부터는 프라크리티와 푸루샤의 "반성적 분별" (아드야바사야, 이원론), 형이상학적 합리주의, 그리고 지식 습득의 세 가지 인식론적 방법을 채택한다. 라슨은 요가 수트라가 아비달마 불교의 니로다사마디에서 변형된 의식 상태를 추구하지만, 불교의 "무아 또는 영혼 없음"과는 달리, 요가는 (상키야 학파처럼) 각 개인이 자아를 가지고 있다고 믿는다고 말한다. 요가 수트라가 종합하는 세 번째 개념은 금욕주의 명상과 자기 성찰 전통이다.
파탄잘리의 요가수트라는 요가 철학의 첫 번째 집대성으로 간주된다. 요가수트라의 구절들은 간결하다. 많은 후대 인도 학자들이 이들을 연구하고 자신들의 주석을 출판했으며, 그 중에는 비야사 바샤(서기 350-450년경)가 있다. 파탄잘리는 그의 두 번째 수트라에서 "요가"라는 단어를 정의하며, 그의 간결한 정의는 세 산스크리트어 용어의 의미에 달려 있다. I. K. 타임니는 이를 "요가는 마음(칫타)의 변형(브릿티)의 억제(니로다)이다"라고 번역한다. 비베카난다는 이 수트라를 "요가는 마음의 내용물(칫타)이 다양한 형태(브릿티)를 취하는 것을 억제하는 것이다"라고 번역한다. 에드윈 브라이언트는 파탄잘리에게 "요가는 본질적으로 모든 능동적이거나 담론적인 사고 방식에서 벗어난 의식 상태를 달성하고, 궁극적으로는 자신 외부에 어떤 대상도 의식하지 않는, 즉 다른 어떤 대상과도 섞이지 않은 의식으로서의 자신의 본성만을 의식하는 상태를 달성하는 데 이르는 명상 수행으로 구성된다"고 쓴다.
바바 하리 다스는 요가를 니로다 (정신 통제)로 이해한다면, 그 목표는 "니루다 (그 과정의 완벽함)의 무한정 상태"라고 썼다. "요가 (합일)는 이원성을 의미한다 (두 가지 사물이나 원칙의 결합과 같이); 요가의 결과는 비이원적 상태이다 ... 낮은 자아와 더 높은 자아의 합일과 같이. 비이원적 상태는 개별성의 부재로 특징지어진다; 그것은 영원한 평화, 순수한 사랑, 자아 실현 또는 해탈로 묘사될 수 있다."
파탄잘리는 여덟 가지 지지 요가를 요가수트라 2.29에 정의했다.
1. 야마 (다섯 가지 자제): 아힘사 (비폭력, 다른 생명체를 해치지 않음),[184] 사트야 (진실성, 거짓말을 하지 않음),[185] 아스테야 (도둑질을 하지 않음),[186] 브라마차랴 (금욕, 배우자에 대한 충실성),[186] 그리고 아파리그라하 (비탐욕, 비소유).[185]

1. 니야마 (다섯 가지 "준수 사항"): 샤우차 (청결, 마음, 말, 몸의 순수함),[187] 산토샤 (만족, 타인과 자신의 상황을 받아들임),[188] 타파스 (꾸준한 명상, 인내, 금욕),[189] 스와드야야 (자아 연구, 자기 성찰, 베다 연구),[190] 그리고 이슈바라-프라니다나 (신/최고 존재/참된 자아에 대한 관조).[188]
2. 아사나: 문자 그대로 "자리"를 의미하며, 파탄잘리의 수트라에서는 명상에 사용되는 앉은 자세를 의미한다.
3. 프라나야마 ("호흡 운동"): 프라나, 숨, "아야마", "늘리다, 확장하다, 억제하다, 멈추다".
4. 프라트야하라 ("추상화"): 외부 대상으로부터 감각 기관을 철회하는 것.
5. 다라나 ("집중"): 단일 대상에 주의를 고정하는 것.
6. 디야나 ("명상"): 명상 대상의 본질에 대한 강렬한 관조.
7. 삼매 ("해탈"): 의식을 명상 대상과 합일시키는 것.

12세기 이후 힌두교 학파에서 요가는 정통 철학 학파(다르샤나) 중 하나로 간주되어 왔는데, 이는 베다를 받아들이는 전통이다.

#### 요가와 베단타
요가와 베단타 학파는 힌두교 전통에서 가장 큰 두 가지 현존하는 학파이다. 둘 다 많은 원리, 개념, 자아에 대한 믿음을 공유하지만, 정도, 스타일, 방법에서 차이가 있다. 요가는 지식을 얻는 세 가지 수단을 받아들이는 반면, 불이일원론은 그러하다. 요가는 불이일원론의 일원론에 이의를 제기한다. 요가는 목샤 상태에서 각 개인이 독립적인 정체성으로서 자신을 즐겁고 해방감을 주는 방식으로 발견한다고 믿는다. 불이일원론은 목샤 상태에서 각 개인이 모든 것, 모든 사람, 그리고 보편적 자아와의 하나됨의 일부로서 자신을 즐겁고 해방감을 주는 방식으로 발견한다고 가르친다. 둘 다 자유 의식이 초월적이고 해방되었으며 자아 인식적이라고 주장한다. 불이일원론은 또한 지고한 선과 궁극적인 자유를 추구하는 사람들에게 파탄잘리의 요가 수행과 우파니샤드의 사용을 권장한다.
요가 바시스타는 아드바이타 학파의 영향력 있는 텍스트로, 그 사상을 설명하기 위해 짧은 이야기와 일화를 사용한다. 일곱 단계의 요가 수행을 가르치며, 중세 아드바이타 베단타 요가 학자들에게 중요한 참고 자료였고 12세기 이전에 힌두 요가에 관한 가장 인기 있는 텍스트 중 하나였다. 아드바이타 관점에서 요가를 가르치는 또 다른 텍스트는 요가 야즈나발키아이다.

### 탄트라 요가
사무엘에 따르면, 탄트라는 논쟁적인 개념이다. 탄트라 요가는 9세기에서 10세기의 불교 및 힌두교 (시바파, 샤크티파) 문헌에 기술된 수행으로 묘사될 수 있으며, 여기에는 기하학적 배열과 그림(만다라), 남성 및 (특히) 여성 신, 생애 단계와 관련된 의례, 차크라와 만트라 사용, 그리고 건강, 장수, 해탈을 돕는 것을 목표로 하는 성적 기술을 사용한 정교한 신성 시각화와 요가 수행이 포함되었다.

### 하타 요가

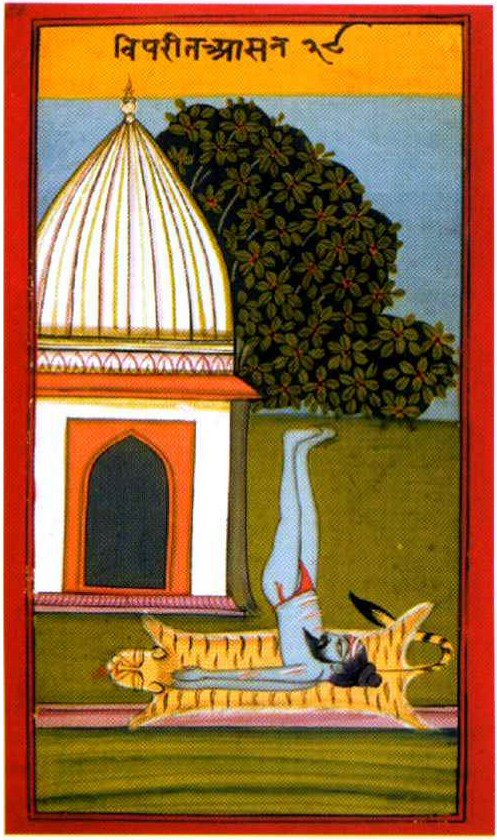
비파리타카라나, 아사나이자 무드라로 사용되는 자세

하타 요가는 주로 세 가지 힌두교 문헌에 기술된 신체 및 정신력 강화 운동과 자세에 초점을 맞춘다.
1. 하타 요가 프라디피카 (15세기 스바트마라마 저)
2. 시바 삼히타, 저자 미상 (1500년[203] 또는 17세기 후반)
3. 게란다 삼히타 (17세기 후반 게란다 저)

일부 학자들은 고락샤나트의 11세기 고락샤 삼히타를 목록에 포함시키는데, 이는 고락샤나트가 현대 하타 요가를 대중화한 인물로 여겨지기 때문이다. 인도인 마하시다가 창시한 바즈라야나 불교는 하타 요가와 유사한 일련의 아사나와 프라나야마(예: 툼모)를 가지고 있다.

### 라야 요가와 쿤달리니 요가
하타 요가와 밀접하게 연관된 라야 요가와 쿤달리니 요가는 종종 독립적인 접근 방식으로 제시된다. 게오르그 포이어슈타인에 따르면, 라야 요가(용해 또는 합일의 요가)는 "명상적 몰입(라야)을 중심에 둔다. 라야 요기스는 소우주인 마음을 초월적 자아 의식으로 용해함으로써 모든 기억 흔적과 감각 경험을 초월하고자 한다." 라야 요가에는 "내면의 소리" (나다)를 듣는 것, 케카리와 샴바비 무드라와 같은 무드라, 그리고 쿤달리니 (몸 에너지)를 깨우는 것 등을 포함한 여러 기술이 있다.
쿤달리니 요가는 호흡과 신체 기술을 사용하여 신체적 및 우주적 에너지를 일깨우고 이를 우주 의식과 결합하는 것을 목표로 한다. 일반적인 가르침 방식은 가장 낮은 차크라에서 쿤달리니를 일깨우고 중앙 통로를 통해 머리 꼭대기의 가장 높은 차크라에서 절대 의식과 합일시키도록 안내하는 것이다.

## 다른 종교의 수용

### 기독교
일부 기독교인들은 힌두교의 영적 뿌리를 벗겨낸 요가의 신체적 측면과 동양 영성의 다른 측면들을 기도, 명상, 그리고 예수 중심의 긍정적인 말과 통합한다. 이 수련에는 자세의 이름을 영어로 바꾸는 것(원래 산스크리트어 용어 대신)과 복잡한 힌두 만트라 및 요가의 철학을 포기하는 것이 포함된다. 요가는 기독교와 연관되어 재구성된다. 이는 다양한 힌두교 단체로부터 문화적 전유라는 비난을 불러일으켰다. 학자들은 회의적이다. 이전에 로마 가톨릭교회와 일부 다른 기독교 단체들은 요가와 명상을 포함하는 일부 동양 및 뉴에이지 수행에 대해 우려와 불승인을 표명했다.
1989년과 2003년에 교황청은 "기독교 명상의 측면"과 "뉴에이지에 대한 기독교적 성찰"이라는 두 문서를 발표했는데, 이는 주로 동양 및 뉴에이지 수행에 대해 비판적이었다. 2003년 문서는 교황청의 입장을 상세히 설명하는 90페이지 분량의 핸드북으로 출판되었다. 교황청은 명상의 신체적 측면에 대한 집중이 "신체 숭배로 전락할 수 있다"고 경고했으며, 신체 상태를 신비주의와 동일시하는 것은 "정신적 혼란과 때로는 도덕적 일탈로 이어질 수도 있다"고 경고했다. 이는 교회가 구원이 믿음을 통해서가 아니라 신비로운 내적 지식을 통해서 온다고 믿는 영지주의에 반대했던 기독교 초기 시대와 비교되었다. 또한 이 서한은 "다른 종교와 문화에서 개발된 명상 방법이 [기도]를 풍요롭게 할 수 있는지 여부"를 알 수 있다고 말했지만, " [다른 접근 방식의] 기도의 본질과 궁극적인 실재에 대한 기독교적 믿음 사이에 어느 정도 일치가 있어야 한다"는 생각은 유지한다. 일부 근본주의 기독교 단체는 요가를 뉴에이지 운동의 일부로 간주하여 기독교와 양립할 수 없다고 본다.

### 이슬람
11세기 초 페르시아 학자 비루니는 인도를 방문하여 힌두교인들과 16년 동안 함께 살았고, 그들의 도움을 받아 여러 산스크리트어 작품을 아랍어와 페르시아어로 번역했는데, 그 중 하나가 요가수트라였다. 비루니의 요가수트라 번역은 파탄잘리 요가 철학의 많은 핵심 주제를 보존했지만, 일부 수트라와 주석은 일신론적 이슬람교 신학과의 일관성을 위해 재작성되었다. 비루니의 요가수트라 번역본은 1050년경 페르시아와 아라비아반도에 도달했다. 16세기에는 하타 요가 경전인 암리타쿤다가 아랍어와 페르시아어로 번역되었다. 그러나 요가는 주류 수니파와 시아파에 의해 받아들여지지 않았다. 신비주의 수피 운동과 같은 소수 이슬람교 종파, 특히 남아시아에서는 인도의 요가 자세와 호흡 조절을 채택했다. 16세기 샤타리 수피이자 요가 경전 번역가인 무함마드 가우트는 요가에 대한 관심으로 비판을 받았고, 수피 신념 때문에 박해를 받았다.
말레이시아의 최고 이슬람교 기관은 2008년에 요가가 힌두교 요소들을 포함하고 있으며, 그 수행이 신성모독으로 하람이므로 무슬림이 요가를 수련하는 것을 금지하는 법적 구속력이 있는 파트와를 부과했다. 수년간 요가를 수련해 온 말레이시아 무슬림들은 이 결정을 "모욕적"이라고 비난했다. 말레이시아 여성 권리 단체인 시스터스 인 이슬람은 실망감을 표하며 요가가 운동의 한 형태라고 말했다. 말레이시아 총리는 요가 운동은 허용되지만 종교적 만트라를 읊는 것은 허용되지 않는다고 명확히 했다.
인도네시아 울라마 평의회 (MUI)는 2009년에 요가에 힌두교 요소가 포함되어 있다는 이유로 요가를 금지하는 파트와를 부과했다. 이러한 파트와는 인도의 데오반디 이슬람 신학교인 다룰 울룸 데오반드로부터 비판을 받았다. 요가가 힌두교와 연관되어 있다는 이유로 요가를 금지하는 유사한 파트와는 2004년 이집트의 대무프티 알리 고마아와 그 이전에 싱가포르의 이슬람 성직자들에 의해 부과되었다.
이란 요가 협회에 따르면, 2014년 5월 현재 이란에는 약 200개의 요가 센터가 있었다. 이 중 4분의 1은 수도인 테헤란에 있었고, 공원에서 요가 그룹이 수련하는 모습을 볼 수 있었지만, 보수주의자들은 반대했다. 2009년 5월, 터키 종교청 청장 알리 바르다코을루는 영기와 요가와 같은 개인 개발 기술을 극단주의로 이어질 수 있는 상업적 사업으로 일축했다. 바르다코을루에 따르면, 영기와 요가는 이슬람을 희생시키면서 개종 활동의 한 형태가 될 수 있다. 누프 마르와이는 2017년 사우디아라비아에 요가를 도입했으며, 요가가 "비이슬람적"이라고 주장하는 지역 사회로부터 위협을 받았음에도 불구하고 요가가 합법화되고 인정받는 데 기여했다.

## 같이 보기
- 아사나 목록
- 현대 요가 구루
- 요가 학파 목록
- 태양 경배
- 요가 관광
- 요기
- 말라캄바, 기둥 위에서 수행되는 요가의 한 형태
- 인도의 전통 놀이

### 설명주
1. ↑  Zimmer's point of view is supported by other scholars, such as Niniam Smart in Doctrine and argument in Indian Philosophy, 1964, pp. 27–32, 76[80] and S. K. Belvakar and Inchegeri Sampradaya in History of Indian philosophy, 1974 (1927), pp. 81, 303–409.[81]
2. ↑  Gavin Flood: "These renouncer traditions offered a new vision of the human condition which became incorporated, to some degree, into the worldview of the Brahman householder. The ideology of asceticism and renunciation seems, at first, discontinuous with the brahmanical ideology of the affirmation of social obligations and the performance of public and domestic rituals. Indeed, there has been some debate as to whether asceticism and its ideas of retributive action, reincarnation and spiritual liberation, might not have originated outside the orthodox vedic sphere, or even outside Aryan culture: that a divergent historical origin might account for the apparent contradiction within 'Hinduism' between the world affirmation of the householder and the world negation of the renouncer. However, this dichotomization is too simplistic, for continuities can undoubtedly be found between renunciation and vedic Brahmanism, while elements from non-Brahmanical, Sramana traditions also played an important part in the formation of the renunciate ideal. Indeed there are continuities between vedic Brahmanism and Buddhism, and it has been argued that the Buddha sought to return to the ideals of a vedic society which he saw as being eroded in his own day."[87]
3. ↑  See also Gavin Flood (1996), Hinduism, p.87–90, on "The orthogenetic theory" and "Non-Vedic origins of renunciation".[92]
4. ↑  Post-classical traditions consider 히란야가르바 the originator of yoga.[93][94]
5. ↑  Some scholars are now considering the image to be an instance of Lord of the Beasts found in Eurasian neolithic mythology or the widespread motif of the Master of Animals found in ancient 근동ERN and Mediterranean art.[99][100]
6. ↑  
  - Wynne states that "The Nasadiyasukta, one of the earliest and most important cosmogonic tracts in the early Brahminic literature, contains evidence suggesting it was closely related to a tradition of early Brahminic contemplation. A close reading of this text suggests that it was closely related to a tradition of early Brahminic contemplation. The poem may have been composed by contemplatives, but even if not, an argument can be made that it marks the beginning of the contemplative/meditative trend in Indian thought."[102]
  - Miller suggests that the composition of Nasadiya Sukta and Purusha Sukta arises from "the subtlest meditative stage, called absorption in mind and heart" which "involves enheightened experiences" through which seer "explores the mysterious psychic and cosmic forces...".[103]
  - Jacobsen writes that dhyana (meditation) is derived from the Vedic term dhih which refers to "visionary insight", "thought provoking vision".[103]
7. ↑  Original Sanskrit: स्वाध्यायमधीयानो धर्मिकान्विदधदात्मनि सर्वैन्द्रियाणि संप्रतिष्ठाप्याहिँसन्सर्व भूतान्यन्यत्र तीर्थेभ्यः स खल्वेवं वर्तयन्यावदायुषं ब्रह्मलोकमभिसंपद्यते न च पुनरावर्तते न च पुनरावर्तते॥ १॥ – 찬도기야 우파니샤드, VIII.15[111]

Translation 1 by 막스 뮐러, The Upanishads, The Sacred Books of the East – Part 1, Oxford University Press: (He who engages in) self study, concentrates all his senses on the Self, never giving pain to any creature, except at the tîrthas, he who behaves thus all his life, reaches the world of 브라흐만, and does not return, yea, he does not return.

Translation 2 by G.N. Jha: Chandogya Upanishad VIII.15, page 488: (He who engages in self study),—and having withdrawn all his sense-organs into the Self,—never causing pain to any living beings, except in places specially ordained,—one who behaves thus throughout life reaches the Region of Brahman and does not return,—yea, does not return.—
8. ↑  Ancient Indian literature was transmitted and preserved through an 구전.[117] For example, the earliest written Pali Canon text is dated to the later part of the 1st century BCE, many centuries after the Buddha's death.[118]
9. ↑  On the dates of the Pali canon, Gregory Schopen writes, "We know, and have known for some time, that the Pali canon as we have it — and it is generally conceded to be our oldest source — cannot be taken back further than the last quarter of the first century BCE, the date of the Alu-vihara redaction, the earliest redaction we can have some knowledge of, and that — for a critical history — it can serve, at the very most, only as a source for the Buddhism of this period. But we also know that even this is problematic ... In fact, it is not until the time of the commentaries of Buddhaghosa, Dhammapala, and others — that is to say, the fifth to sixth centuries CE — that we can know anything definite about the actual contents of [the Pali] canon."[133]
10. ↑  For the date of this Upanishad see also Helmuth von Glasenapp, from the 1950 Proceedings of the "Akademie der Wissenschaften und Literatur"[136]
11. ↑  The currently existing version of Vaiśeṣika Sūtra manuscript was likely finalized sometime between the 2nd century BCE and the start of the common era. Wezler has proposed that the Yoga related text may have been inserted into this Sutra later, among other things; however, Bronkhorst finds much to disagree on with Wezler.[157]
12. ↑  Werner writes, "The word Yoga appears here for the first time in its fully technical meaning, namely as a systematic training, and it already received a more or less clear formulation in some other middle Upanishads....Further process of the systematization of Yoga as a path to the ultimate mystic goal is obvious in subsequent Yoga Upanishads and the culmination of this endeavour is represented by Patanjali's codification of this path into a system of the eightfold Yoga."[174]
13. ↑  For 파탄잘리 as the founder of the philosophical system called yoga see: Chatterjee & Datta 1984, 42쪽.
14. ↑  For an overview of the six orthodox schools, with detail on the grouping of schools, see: Radhakrishnan & Moore 1967, "Contents" and pp. 453–487.
15. ↑  For a brief overview of the yoga school of philosophy see: Chatterjee & Datta 1984, 43쪽.

1. 1 2  King (1999, 67쪽): "많은 서양인들은 요가를 현대 건강 및 피트니스에 대한 관심의 변형이자 현대 생활의 스트레스와 긴장을 극복하는 수단으로 본다. 그러나 이러한 맥락에서 요가라고 불리는 것의 대부분은 전통적인 수행과는 거의 관련이 없다. 전통적인 수행은 스승(구루)과 제자(시스야)의 확립된 전통이나 계보(삼프라다야) 내에 제도화되어 있었고, 계층적이고 입문적인 발전 단계에 따라 구조화되어 있었으며, 현대 서양 도시인의 관심사와는 매우 다른 금욕적인 생활 방식과 세계관과 밀접하게 연관되어 있었다."
2. ↑  고전적인 정의는 파탄잘리의 요가수트라에서 나온다(Feuerstein (1998, 4–5쪽), White 2011, 3쪽, Olsson 2023, 2쪽). 이 정의는 요가를 마음을 통제하고 진정시키는 것을 목표로 하며(삼매), 푸루샤인 근원적인 증인-의식을 프라크리티인 물질과 마음으로부터 인식하거나(즈냐나) 분리하는 것(카이발랴)으로 본다(Feuerstein 1998, 4–5쪽, Olsson 2023, 2쪽). 또 다른 고전적인 정의(Feuerstein 1998, 4–5쪽, White 2011, 3쪽, Olsson 2023, 2쪽)는 바가바드 기타(Olsson 2023, 2쪽)와 베단타 학파(Feuerstein 1998, 4–5쪽)의 영향을 받아 요가의 목적을 개별 자아(지바트만)와 더 높은 자아(파라마트만), 브라흐만 또는 신(시바)의 합일로 설명한다.
3. ↑  Hindu-scholars have argued that Yoga has Indo-Aryan Vedic origins, and influenced Jainism and Buddhism.
4. ↑  현대 용어와 동일한 의미의 "요가"라는 단어가 처음 알려진 것은 카타 우파니샤드에 있다 (Singleton (2010, 25–34쪽), Flood 1996, 95쪽). 이 우파니샤드는 아마도 기원전 5세기에서 3세기 사이에 편찬되었을 것이다 (Phillips 2009, 28–30쪽, Olivelle 1998, 12–13쪽).
5. 1 2 3  Bryant (2009, xxxiv쪽): "대부분의 학자들은 이 텍스트를 서기 초(서기 1-2세기경) 직후로 본다."
6. ↑  하타 요가 연대:
Mallinson (2012, 20쪽): "하타 요가 기술은 11세기경까지는 산스크리트어 텍스트에서 가르쳐지지 않았다."
Burley (2000, 15쪽) "많은 학자들이 하타 요가의 형성기를 9세기에서 10세기경, 즉 위대한 시드하 마트시엔드라와 고락샤의 번성기와 일치한다고 보기를 선호하는 반면, 다른 연구자와 요가 수행자들은 훨씬 더 오래 전으로 거슬러 올라간다."
7. ↑  Original Sanskrit: युञ्जते मन उत युञ्जते धियो विप्रा विप्रस्य बृहतो विपश्चितः। वि होत्रा दधे वयुनाविदेक इन्मही देवस्य सवितुः परिष्टुतिः॥१॥[30]
Translation 1: Seers of the vast illumined seer yogically [युञ्जते, yunjante] control their minds and their intelligence... (…)[28]

Translation 2: The illumined yoke their mind and they yoke their thoughts to the illuminating godhead, to the vast, to the luminous in consciousness;

the one knower of all manifestation of knowledge, he alone orders the things of the sacrifice. Great is the praise of Savitri, the creating godhead.[29]
8. ↑  Vivekananda"
9. ↑  See, for example, Grimes (1996, 359쪽), who states that yoga is a process (or discipline) leading to unity (Aikyam) with the divine (Brahman) or with one's self (Ātman).
10. ↑  This understanding of yoga as union with the divine is also informed by the mediaeval synthesis of Advaita Vedanta and yoga, with the Advaita Vedanta-tradition explicitly incorporating elements from the yogic tradition and texts like the Yoga Vasistha and the Bhagavata Purana,[69] culminating in Swami Vivekananda's full embrace and propagation of Yogic samadhi as an Advaita means of knowledge of the identity of the individual self (jivataman) and the highest self (Brahman), leading to liberation.[70][71]
11. Tattvarthasutra [6.1], see Manu Doshi (2007) Translation of Tattvarthasutra, Ahmedabad: Shrut Ratnakar p. 102.

### 참조주
1. ↑  OED 0000.
2. 1 2  Bowker 2000, entry "Yoga"쪽.
3. 1 2  Keown 2004, entry "Yoga"쪽.
4. 1 2  Johnson 2009, entry "Yoga"쪽.
5. ↑  Carmody & Carmody 1996, 68쪽.
6. ↑  Sarbacker 2005, 1–2쪽.
7. ↑  Crangle 1994, 1–6쪽.
8. ↑  Crangle 1994, 103–138쪽.
9. 1 2 3 4 5  Werner 1977.
10. ↑  Deussen 1997, 556쪽.
11. 1 2  Ayyangar 1938, 2쪽.
12. 1 2  Ruff 2011, 97–112쪽.
13. 1 2  Samuel 2008, 8쪽.
14. 1 2 3  Bryant 2009, xxxiv쪽.
15. ↑  Desmarais 2008, 16–17쪽.
16. ↑  BBC 2017.
17. ↑  De Michelis, Elizabeth (2007). “A Preliminary Survey of Modern Yoga Studies” (PDF). 《Asian Medicine, Tradition and Modernity》 3 (1): 1–19. doi:10.1163/157342107X207182.
18. 1 2 3 4  King 1999, 67쪽.
19. ↑  Burley 2000, 1–2쪽.
20. ↑  Jantos 2012, 362–363쪽.
21. ↑  White 2011, xvi–xvii, 2쪽.
22. ↑  White 2014, xvi–xvii쪽.
23. ↑  Satyananda 2008, 1쪽.
24. 1 2 3 4  Jones & Ryan 2007, 511쪽.
25. 1 2  Buswell & Lopez 2014, entry "yoga"쪽.
26. 1 2 3  Flood 1996, 95쪽.
27. 1 2 3 4  White 2011, 3쪽.
28. 1 2  Burley 2000, 25쪽.
29. 1 2  Sri Aurobindo (1916, Reprinted 1995), A Hymn to Savitri V.81, in The Secret of Veda, ISBN 978-0-914955-19-1, page 529
30. ↑  Sanskrit: 
Source: Rigveda Book 5, Chapter 81 보관됨 11 5월 2017 - 웨이백 머신 Wikisource
31. ↑  Dasgupta, Surendranath (1975). 《A History of Indian Philosophy》 1. 델리, India: Motilal Banarsidass. 226쪽. ISBN 81-208-0412-0.
32. ↑  Bryant 2009, 5쪽.
33. ↑  Bryant 2009, xxxix쪽.
34. ↑  Aranya, Swami Hariharananda (2000). 《Yoga Philosophy of Patanjali with Bhasvati》. Calcutta, India: 캘커타 대학교. 1쪽. ISBN 81-87594-00-4.
35. 1 2  Larson 2008, 29쪽.
36. ↑  American Heritage Dictionary: "Yogi, One who practices yoga". Websters: "Yogi, A follower of the yoga philosophy; an ascetic".
37. ↑  Mallinson & Singleton 2017, 17–23쪽.
38. ↑  Muller, F. Max (2013년 11월 5일). 《The Upanisads》 (영어). Routledge. ISBN 978-1-136-86449-0.
39. ↑  바이셰시카수트라, 5.2.15–16
40. ↑  카타 우파니샤드, 6.10–11
41. ↑  바가바드 기타, 2.48, 2.50, 6.23
42. 1 2  Desmarais 2008, 16-17쪽.
43. ↑  요가수트라, 1.2–4
44. ↑  Larson 2008, 28쪽.
45. ↑  유가행론 (스라바카부미), 2.152
46. ↑  Yogaśataka, 2, 4
47. ↑  Vasudeva, 241쪽.
48. ↑  링가 푸라나, I.8.5a
49. ↑  브라마수트라-바샤, 2.1.3
50. ↑  Mālinīvijayottara Tantra, 4.4–8
51. 1 2  Vasudeva, 235–236쪽.
52. ↑  Mrgendratantravrtti, yp 2a
53. ↑  Śaradatilaka, 25.1–3b
54. ↑  Vasudeva, 243쪽.
55. ↑  Yogabija, 89
56. 1 2  White 2011.
57. ↑  Jacobsen 2018, 4쪽.
58. ↑  Jacobsen 2011, 4쪽.
59. ↑  White 2011, 6쪽.
60. ↑  White 2023, 6–8쪽.
61. ↑  White 2023, 8–9쪽.
62. ↑  White 2023, 9–10쪽.
63. ↑  White 2023, 10–12쪽.
64. ↑  White 2011, 11쪽.
65. ↑  Mallinson, James (2013). 《The Yogīs' Latest Trick》. 《Journal of the Royal Asiatic Society》 24 (케임브리지 대학교 출판부). 165–180쪽. doi:10.1017/s1356186313000734. ISSN 0035-869X. S2CID 161393103.
66. 1 2 3 4 5  Feuerstein 1998, 4-5쪽.
67. 1 2 3 4 5  Olsson 2023, 2쪽.
68. 1 2  Larson 2008, 30쪽.
69. ↑  Madaio 2017, 4–5쪽.
70. ↑  Rambachan 1994.
71. ↑  Nicholson 2010.
72. 1 2  O'Brien-Kop 2021, 1쪽.
73. ↑  Buswell 2004, 520쪽.
74. 1 2  Crangle 1994, 1-6쪽.
75. ↑  Crangle 1994, 103-138쪽.
76. 1 2  Larson 2008, 36쪽.
77. 1 2  Crangle 1994, 5쪽.
78. 1 2  Zimmer 1951, 217, 314쪽.
79. ↑  Zimmer 1951, 217쪽.
80. ↑  Crangle 1994, 7쪽.
81. ↑  Crangle 1994, 5–7쪽.
82. 1 2  Gombrich 2007.
83. 1 2 3  Samuel 2008.
84. ↑  McEvilley, Thomas (1981). 《An Archaeology of Yoga》. 《Res: Anthropology and Aesthetics》 1. 51쪽. doi:10.1086/RESv1n1ms20166655. ISSN 0277-1322. S2CID 192221643.
85. ↑  Flood 1996, 78쪽.
86. ↑  Flood 1996, 77쪽.
87. ↑  Flood 1996, 76–77쪽.
88. 1 2 3  Bryant 2009, xxi쪽.
89. 1 2  Flood 1996, 233쪽.
90. ↑  Larson 2014.
91. ↑  Crangle 1994, 4쪽.
92. ↑  Flood 1996, 87–90쪽.
93. ↑  Feuerstein 2001, Kindle Locations 7299–7300.
94. ↑  Aranya, Swami Hariharananda (2000). 〈Introduction〉. 《Yoga Philosophy of Patanjali with Bhasvati》. Calcutta, India: University of Calcutta. xxiv쪽. ISBN 81-87594-00-4.
95. ↑  Bryant2009, xix-xx쪽.
96. 1 2  Samuel 2008, 1–14쪽.
97. 1 2 3  Singleton 2010, 25–34쪽.
98. ↑  Doniger, Wendy (2011). 《God's Body, or, The Lingam Made Flesh: Conflicts over the Representation of the Sexual Body of the Hindu God Shiva》. 《Social Research》 78. 485–508쪽. ISSN 0037-783X. JSTOR 23347187.
99. ↑  Witzel 2008, 68–70, 90쪽.
100. ↑  Kenoyer, Jonathan Mark (2010). 〈Master of Animals and Animal Masters in the Iconography of the Indus Tradition〉.   Counts, Derek B.; Arnold, Bettina. 《The Master of Animals in Old World Iconography》. Archaeolingua Alapítvány. 50쪽.
101. 1 2 3 4  Jacobsen 2018, 6쪽.
102. ↑  Wynne 2007, 50쪽.
103. 1 2  Whicher 1998, 11쪽.
104. ↑  Lamb 2011, 427쪽.
105. ↑  Whicher 1998, 13쪽.
106. 1 2 3  Flood 1996, 94–95쪽.
107. ↑  Whicher 1998, 12쪽.
108. ↑  Wynne 2007, 44–45, 58쪽.
109. ↑  Jacobsen 2011, 6쪽.
110. 1 2  Mircea Eliade (2009), Yoga: Immortality and Freedom, Princeton University Press, ISBN 978-0-691-14203-6, pages 117–118
111. ↑  wikisource 보관됨 22 8월 2016 - 웨이백 머신, Chandogya Upanishad, अष्टमोऽध्यायः॥ पञ्चदशः खण्डः॥
112. ↑  Mallinson & Singleton 2017, xii쪽.
113. ↑  Whicher 1998, 17쪽.
114. ↑  Richard King (1995). Early Advaita Vedānta and Buddhism: the Mahāyāna context of the Gauḍapādīya-kārikā. SUNY Press. ISBN 978-0-7914-2513-8, page 52
115. ↑  Olivelle 1996, xxxvii쪽.
116. ↑  Larson 2008, 34–35, 53쪽.
117. ↑  Wynne, Alexander (2004). 《The Oral Transmission of the Early Buddhist Literature》. 《Journal of the International Association of Buddhist Studies》 27. 97–128쪽.
118. ↑  Donald Lopez (2004). Buddhist Scriptures. Penguin Books. pp. xi–xv. ISBN 978-0-14-190937-0
119. ↑  Mallinson & Singleton 2017, 13–15쪽.
120. ↑  Werner 1998, 131쪽.
121. 1 2  Werner 1998, 119–20쪽.
122. ↑  Richard Gombrich, "Theravada Buddhism: A Social History from Ancient Benares to Modern Colombo." Routledge and Kegan Paul, 1988, p. 44.
123. ↑  Barbara Stoler Miller, "Yoga: Discipline of Freedom: the Yoga Sutra Attributed to Patanjali; a Translation of the Text, with Commentary, Introduction, and Glossary of Keywords." University of California Press, 1996, p. 8.
124. ↑  Mallinson, James. 2007. The Khecarīvidyā of Adinathā. London: Routledge. pp. 17–19.
125. ↑  Mallinson 2012, 20–21쪽, "The Buddha himself is said to have tried both pressing his tongue to the back of his mouth, in a manner similar to that of the hathayogic khecarīmudrā, and ukkutikappadhāna, a squatting posture which may be related to hathayogic techniques such as mahāmudrā, mahābandha, mahāvedha, mūlabandha, and vajrāsana in which pressure is put on the perineum with the heel, in order to force upwards the breath or Kundalinī."
126. ↑  Samuel 2008, 31–32쪽.
127. ↑  Singleton 2010, Chapter 1.
128. ↑  Bronkhorst, Johannes (1993), The Two Traditions of Meditation in Ancient India, Motilal Banarsidass, ISBN 978-8120816435, pages 1–24
129. 1 2  White 2011, 5–6쪽.
130. ↑  Werner 1998, 119–120쪽.
131. ↑  Douglass, Laura (2011). 《Thinking Through The Body: The Conceptualization Of Yoga As Therapy For Individuals With Eating Disorders》. 《Academic Search Premier》. 83쪽. 2013년 2월 19일에 확인함.
132. ↑  Datta, Amaresh (1988). 《Encyclopaedia of Indian Literature: devraj to jyoti》. Sahitya Akademi. 1809쪽. ISBN 978-81-260-1194-0.
133. ↑  Wynne 2007, 3–4쪽.
134. ↑  Phillips 2009, 28–30쪽.
135. ↑  Olivelle 1998, 12–13쪽.
136. ↑  “Vedanta and Buddhism, A Comparative Study”. 2013년 2월 4일에 원본 문서에서 보존된 문서. 2012년 8월 29일에 확인함.
137. ↑  Whicher 1998, 18–19쪽.
138. 1 2 3  Jacobsen 2011, 8쪽.
139. ↑  White 2011, 4쪽.
140. ↑  See: Original Sanskrit: Shvetashvatara Upanishad 보관됨 4 3월 2011 - 웨이백 머신 Book 2, Hymns 8–14;
 English Translation: 파울 도이센 (German: 1897; English Translated by Bedekar & Palsule, Reprint: 2010), Sixty Upanishads of the Veda, Vol 1, Motilal Banarsidass, ISBN 978-8120814677, pages 309–310
141. ↑  Singleton 2010, 26쪽.
142. ↑  Feuerstein, Georg (January–February 1988). 《Introducing Yoga's Great Literary Heritage》. 《Yoga Journal》. 70–75쪽.
143. 1 2 3  Charles R Lanman, The Hindu Yoga System, Harvard Theological Review, Volume XI, Number 4, Harvard University Press, pages 355–359
144. 1 2 3  Strabo, Geography 보관됨 1 11월 2022 - 웨이백 머신 Book XV, Chapter 1, see Sections 63–65, Loeb Classical Library edition, Harvard University Press, Translator: H. L. Jones
145. 1 2  Mallinson & Singleton 2017, xii–xxii쪽.
146. ↑  Whicher 1998, 25–26쪽.
147. 1 2  Jacobsen 2011, 9쪽.
148. ↑  Wynne 2007, 33쪽.
149. ↑  Jacobsen 2011, 10쪽.
150. ↑  Flood 1996, 96쪽.
151. 1 2  Jacobsen 2011, 10–11쪽.
152. ↑  E. Easwaran, Essence of the Bhagavad Gita, Nilgiri Press, ISBN 978-1-58638-068-7, pages 117–118
153. ↑  Jack Hawley (2011), The Bhagavad Gita, ISBN 978-1-60868-014-6, pages 50, 130; Arvind Sharma (2000), Classical Hindu Thought: An Introduction, Oxford University Press, ISBN 978-0-19-564441-8, pages 114–122
154. 1 2 3  Bibek Debroy (2005), The Bhagavad Gita, Penguin Books, ISBN 978-0-14-400068-5, Introduction, pages x–xi
155. ↑  Jacobsen 2011, 46쪽.
156. ↑  Georg Feuerstein (2011), The Bhagavad Gita – A New Translation, Shambhala, ISBN 978-1-59030-893-6
157. 1 2 3  Johannes Bronkhorst (1993). 《The Two Traditions of Meditation in Ancient India》. Motilal Banarsidass. 64쪽. ISBN 978-81-208-1114-0.
158. 1 2  Stephen Phillips (2009). 《Yoga, Karma, and Rebirth: A Brief History and Philosophy》. Columbia University Press. 281 footnote 36쪽. ISBN 978-0-231-14485-8.
159. ↑  Andrew J. Nicholson (2013). 《Unifying Hinduism: Philosophy and Identity in Indian Intellectual History》. Columbia University Press. 26쪽. ISBN 978-0-231-14987-7., "From a historical perspective, the Brahmasutras are best understood as a group of sutras composed by multiple authors over the course of hundreds of years, most likely composed in its current form between 400 and 450 BCE."
160. ↑  NV Isaeva (1992), Shankara and Indian Philosophy, State University of New York Press, ISBN 978-0-7914-1281-7, page 36, ""on the whole, scholars are rather unanimous, considering the most probable date for Brahmasutra sometime between the 2nd-century BCE and the 2nd-century CE"
161. ↑  Jeaneane Fowler (2002), Perspectives of Reality: An Introduction to the Philosophy of Hinduism, Sussex Academic Press, ISBN 978-1898723943, page 129
162. ↑  B. K. Matilal (1986), "Perception. An Essay on Classical Indian Theories of Knowledge", Oxford University Press, p. xiv.
163. ↑  Stephen Phillips (2009). 《Yoga, Karma, and Rebirth: A Brief History and Philosophy》. Columbia University Press. 281 footnote 40, 297쪽. ISBN 978-0-231-14485-8.
164. ↑  SC Vidyabhushana (1913, Translator), The Nyâya Sutras, The Sacred Book of the Hindus, Volume VIII, Bhuvaneshvar Asrama Press, pages 137–139
165. ↑  Karl Potter (2004), The Encyclopedia of Indian Philosophies: Indian metaphysics and epistemology, Volume 2, Motilal Banarsidass, ISBN 978-8120803091, page 237
166. 1 2  Mallinson & Singleton 2017, xvi–xvii쪽.
167. ↑  Original Sanskrit: साङ्ख्यं योगो लोकायतं च इत्यान्वीक्षिकी |
English Translation: Arthasastra Book 1, Chapter 2 Kautiliya, R Shamasastry (Translator), page 9
168. ↑  Olivelle, Patrick (2013), King, Governance, and Law in Ancient India: Kautilya's Arthasastra, Oxford University Press, ISBN 978-0-19-989182-5, see Introduction
169. ↑  Lloyd Pflueger, Person Purity and Power in Yogasutra, in Theory and Practice of Yoga (Editor: Knut Jacobsen), Motilal Banarsidass, ISBN 978-8120832329, pages 38–39
170. ↑  Burley 2012, 31–46쪽.
171. ↑  Radhakrishnan & Moore 1967, 453쪽.
172. ↑  Radhakrishnan 1971, 344쪽.
173. ↑  Müller 1899, 104쪽.
174. ↑  Werner 1998, 24쪽.
175. ↑  Stiles 2001, x쪽.
176. 1 2 3 4  Larson 2008, 43–45쪽.
177. ↑  Larson 2008, 21–22쪽.
178. ↑  Taimni 1961, 6쪽.
179. ↑  Vivekananda, 115쪽.
180. ↑  Edwin Bryant (2011, Rutgers University), The Yoga Sutras of Patanjali 보관됨 18 5월 2019 - 웨이백 머신 IEP
181. ↑  Bryant 2009, 10쪽.
182. ↑  Bryant 2009, 457쪽.
183. 1 2  Dass 1999, 5쪽.
184. ↑  James Lochtefeld, "Yama (2)", The Illustrated Encyclopedia of Hinduism, Vol. 2: N–Z, Rosen Publishing. ISBN 978-0-8239-3179-8, page 777
185. 1 2  Arti Dhand (2002), The dharma of ethics, the ethics of dharma: Quizzing the ideals of Hinduism, Journal of Religious Ethics, 30(3), pages 347–372
186. 1 2  MN Gulati (2008), Comparative Religions And Philosophies : Anthropomorphism And Divinity, ISBN 978-8126909025, page 168
187. ↑  Sharma and Sharma, Indian Political Thought, Atlantic Publishers, ISBN 978-8171566785, page 19
188. 1 2  N Tummers (2009), Teaching Yoga for Life, ISBN 978-0-7360-7016-4, pages 16–17
189. ↑  Kaelber, W. O. (1976). "Tapas", Birth, and Spiritual Rebirth in the Veda, History of Religions, 15(4): 343–386
190. ↑  SA Bhagwat (2008), Yoga and Sustainability. Journal of Yoga, Fall/Winter 2008, 7(1): 1–14
191. ↑  Mallinson & Singleton 2017, 16–17쪽.
192. ↑  Grimes 1996, 238쪽.
193. 1 2  Phillips, Stephen H. (1995). 《Classical Indian Metaphysics: Refutations of Realism and the Emergence of "New Logic"》. Open Court Publishing. 12–13쪽. ISBN 9780812692983.
194. ↑  Feuerstein 2002, 401쪽.
195. ↑  White 2014, xvi–xvii, 51쪽.
196. ↑  Rosen, Richard (March–April 2001). “T.K.V. Desikachar's English translation of a 700-year-old text introduces Westerners to one of the earliest hatha yoga manuals (Review of Yogayajnavalkya Samhita by T.K.V. Desikachar)”. 《Yoga Journal》. 147–149쪽  – 구글 도서 경유.
197. 1 2  Samuel 2008, 9쪽.
198. ↑  Mukunda Stiles, Tantra Yoga Secrets, Weiser, ISBN 978-1-57863-503-0, pages 3–7
199. ↑  James Mallinson (2011). Knut A. Jacobsen; et al., eds. Haṭha Yoga in the Brill Encyclopedia of Hinduism, Vol. 3. Brill Academic. pp. 770–781. ISBN 978-90-04-27128-9.
200. 1 2  See Kriyananada, page 112.
201. ↑  See Burley, page 73.
202. ↑  See Introduction by Rosen, pp 1–2.
203. ↑  See translation by Mallinson.
204. ↑  On page 140, David Gordon White says about Gorakshanath: "... hatha yoga, in which field he was India's major systematizer and innovator."
205. ↑  Bajpai writes on page 524: "Nobody can dispute about the top ranking position of Sage Gorakshanath in the philosophy of Yoga."
206. ↑  Eliade writes of Gorakshanath on page 303: "...he accomplished a new synthesis among certain Shaivist traditions (Pashupata), tantrism, and the doctrines (unfortunately, so imperfectly known) of the siddhas – that is, of the perfect yogis."
207. ↑  Lama Yeshe (1998). The Bliss of Inner Fire. Wisdom Publications. pp. 135–141.
208. ↑  Whicher 1998, 6–7쪽.
209. ↑  Feuerstein, Georg, Yoga: The Technology of Ecstasy, J.P. Tarcher, 1989, p. 61.
210. ↑  Daniélou, Alain (1991). 《Yoga: Mastering the Secrets of Matter and the Universe》. Inner Traditions / Bear & Co. 107쪽. ISBN 9780892813018. OCLC 831272340.
211. ↑  Larson, p. 142.
212. ↑  Vishnudevananda, Swami (1999). 《Meditation and Mantras》. Motilal Banarsidass. 89쪽. ISBN 978-0143422235.
213. 1 2 3  Steinfels, Peter (1990년 1월 7일). “Trying to Reconcile the Ways of the Vatican and the East”. 《뉴욕 타임스》. 2009년 8월 8일에 원본 문서에서 보존된 문서.
214. 1 2 3  Solomon, Serena (2017년 9월 5일). “Inside the Growing World of Christian Yoga”. 《Vice》. 2021년 9월 3일에 확인함.
215. ↑  Carleton, James (2020). “Mental and spiritual wellness in isolation”. 《ABC》. 2021년 9월 3일에 확인함.
216. ↑  Jain, Andrea R. (2015). 《Selling Yoga : from Counterculture to Pop culture》. Oxford University Press. ISBN 978-0-19-939024-3.
217. ↑  Victor L. Simpson (1989). “Vatican warns against practicing Eastern meditation”. 《워싱턴 포스트》.
218. ↑  “Vatican sounds New Age alert”. BBC. 2003년 2월 4일. 2013년 8월 27일에 확인함.
219. ↑  Teasdale, Wayne (2004). 《Catholicism in dialogue: conversations across traditions》. Rowman & Littlefield. 74쪽. ISBN 0-7425-3178-3.
220. ↑  Handbook of vocational psychology by W. Bruce Walsh, Mark Savickas 2005 ISBN 0-8058-4517-8 page 358
221. ↑  “1989 Letter from Vatican to Bishops on Some Aspects of Christian Meditation”. Ewtn.com. 2010년 5월 2일에 원본 문서에서 보존된 문서. 2012년 11월 28일에 확인함.
222. ↑  Dr Ankerberg, John & Dr Weldon, John, Encyclopedia of New Age Beliefs, Harvest House Publishers, 1996
223. 1 2  S Pines and T Gelblum (Translators from Arabic to English, 1966), Al-Bīrūni (Translator from Sanskrit to Arabic, ~ 1035 AD), and Patañjali, Al-Bīrūnī's Arabic Version of Patañjali's "Yogasūtra" 보관됨 12 3월 2017 - 웨이백 머신, Bulletin of the School of Oriental and African Studies, Vol. 29, No. 2 (1966), pages 302–325
224. ↑  White 2014, [쪽 번호 필요]쪽.
225. ↑  Philipp Maas (2013), A Concise Historiography of Classical Yoga Philosophy, in Periodization and Historiography of Indian Philosophy (Editor: Eli Franco), Sammlung de Nobili, Institut für Südasien-, Tibet- und Buddhismuskunde der Universität Wien, ISBN 978-3-900271-43-5, pages 53–90, OCLC 858797956
226. ↑  Satish Chandra (2007), Historiography, Religion, and State in Medieval India, ISBN 978-8124100356, pages 135–136
227. ↑  Ernst, C.W. (2005). 《Situating Sufism and Yoga》 (PDF). 《Journal of the Royal Asiatic Society》 15. 15–43쪽. doi:10.1017/S1356186304004675. S2CID 53485495.
228. ↑  “Situating Sufism and Yoga” (PDF). 2010년 9월 5일에 확인함.
229. ↑  Carl W. Ernst, Persecution and Circumspection in Shattari Sufism 보관됨 24 8월 2014 - 웨이백 머신, in Islamic Mysticism Contested: Thirteen Centuries of Debate and Conflict (Editors: Fred De Jong and Berndt Radtke), Brill, 1999
230. ↑  “Sidang Media – Fatwa Yoga”. Islam.gov.my. 2009년 1월 6일에 원본 문서에서 보존된 문서. 2010년 9월 5일에 확인함. The Fatwas of Religious Council in Islamic affairs on Yoga. After carefully studied various reports and factual data, the Council unanimously agreed that this ancient India religious teachings, which involves physical and mental exercises, are Hinduism in nature known as wahdat al-wujud philosophy (oneness of existence; the realization of identity between the Self in man, Atman; and the Divine, BRAHMAN: ‘Brahman is all, and Atman is Brahman'). It is prohibited (haram) for Muslims to practice it.
231. ↑  Paul Babie and Neville Rochow (2012), Freedom of Religion Under Bills of Rights 보관됨 22 12월 2015 - 웨이백 머신, University of Adelaide Press, ISBN 978-0-9871718-0-1, page 98
232. ↑  Top Islamic body: Yoga is not for Muslims – NBC 뉴스
233. ↑  “Mixed reactions to yoga ban”. Thestar.com.my. 23 November 2008. 22 June 2011에 원본 문서에서 보존된 문서.  5 September 2010에 확인함.
234. ↑  “Badawi: Yoga for Muslims OK without chant”. 《Saudi Gazette》. 2013년 7월 31일에 원본 문서에서 보존된 문서.
235. ↑  “Indonesian clerics issue yoga ban”. 《BBC News》. 2009년 1월 25일. 2010년 4월 6일에 확인함.
236. ↑  “Why give yoga religious connotation: Deoband”. 《rediff News》. 2009년 1월 29일. 2010년 9월 5일에 확인함.
237. ↑  Jain, Andrea R. (2014). 《Selling Yoga: From Counterculture to Pop Culture》. Oxford University Press. 195쪽. ISBN 978-0-19-939024-3.
238. ↑  “Find alternative to yoga, urges Jakim” (PDF). 《New Straits Times》 (Malaysia). 2015년 2월 8일에 원본 문서 (PDF)에서 보존된 문서.
239. ↑  “The perils of yoga: Conservative clerics are wary of a popular pastime”. 《The Economist》. 2014년 5월 17일.
240. ↑  “It's OK to stretch, just don't believe”. Hurriyet.com.tr. 2009년 5월 21일. 2010년 9월 5일에 확인함.
241. ↑  PTI (2017년 11월 15일). “Meet Nouf Marwaai, the woman behind yoga becoming 'no more a deviant behaviour' in Saudi Arabia”. 《The Economic Times》.

## 더 읽어보기
- White, David Gordon, 편집. (2012). 《Yoga in Practice》. Princeton University Press.